# Liste der Monuments historiques in Reims
Die Liste der Monuments historiques in Reims führt die Monuments historiques in der französischen Gemeinde Reims auf.

## Liste der Immobilien
| Bezeichnung                               | Beschreibung | Standort                                                                | Kennzeichnung | Schutzstatus   | Datum          | Bild           |
| ----------------------------------------- | --- | ----------------------------------------------------------------------- | ------------- | -------------- | -------------- | -------------- |
| Abtei St-Remi                             | Benediktinerkloster, um 760 gegründet, 1793 aufgelöst, anschließend Kaserne und Krankenhaus, heute Musée Saint-Remi; Gebäude nach dem Brand von 1774 errichtet, mit mittelalterlichen Bauteilen (Kapitelsaal, Teile des Kreuzgangs) | 53 rue Simon (Lage)                                                     | PA00078773    | Classé         | 1889 1920 1933 | weitere Bilder |
| Basilika St-Remi                          | ehemalige Abteikirche, mehrere Bauphasen vom 12. bis zum 15. Jahrhundert | 55 rue Simon (Lage)                                                     | PA00078785    | Classé         | 1840           | weitere Bilder |
| Carnegie-Bibliothek                       | 1928 erbaut, Architekt Max Sainsaulieu; mit Teilen der Ausstattung | 2 place Carnégie (Lage)                                                 | PA00078775    | Inscrit        | 1938           | weitere Bilder |
| Kathedrale Notre-Dame                     | Krönungskirche der französischen Könige, 1211 begonnen, Anfang des 14. Jahrhunderts fertiggestellt | Place du Cardinal-Luçon (Lage)                                          | PA00078776    | Classé         | 1862 1920      | weitere Bilder |
| Auslieferungskeller von Jules Mumm et Cie | 1898 erbaut, Architekt Ernest Kalas; Fassadenmosaike von Auguste Guilbert-Martin, Skulpturen von Émile Peynot | 4bis rue de Mars (Lage)                                                 | PA51000002    | Inscrit        | 1997           | weitere Bilder |
| Kapelle Notre-Dame-de-la-Paix             | auch Foujita-Kapelle; 1966 erbaut, Architekt Maurice Clauzier, Fresken und Fenster von Tsuguharu Foujita | 33 rue du Champ-de-Mars (Lage)                                          | PA00078928    | Inscrit        | 1992           |                |
| Kapelle Ste-Croix                         | Grabkapelle, 1787 eingeweiht | Nordfriedhof (Lage)                                                     | PA00078777    | Classé         | 1927           | weitere Bilder |
| Cinéma Opéra                              | 1922/23 erbaut, Architekt Émile Thion | 9–11 rue Thillois (Lage)                                                | PA00078778    | Inscrit        | 1981           | weitere Bilder |
| Zirkus und Manege                         | von 1865 bis 1867 erbaut, Architekt Narcisse Brunette | 2 boulevard du Général-Leclerc (Lage)                                   | PA00132588    | Inscrit        | 1994           | weitere Bilder |
| Franziskanerkloster                       | Ruine der Klostergebäude aus der zweiten Hälfte des 15. Jahrhunderts | Rue Diderot (Lage)                                                      | PA00078780    | Classé         | 1925           | weitere Bilder |
| Jakobinerkloster                          | ehemaliges Dominikanerkloster; Ruine der Klostergebäude aus dem 13. Jahrhundert | Rue des Jacobins (Lage)                                                 | PA00078781    | Inscrit        | 1981           | weitere Bilder |
| Kryptoportikus                            | unterirdisches Lagerhaus, um 100 n. Chr. | Place du Forum (Lage)                                                   | PA00078788    | Classé         | 1923           | weitere Bilder |
| Kirche St-Jacques                         | aus dem 12. und 13. Jahrhundert | Rue Marx-Dormoy (Lage)                                                  | PA00078782    | Classé         | 1912           | weitere Bilder |
| Kirche St-Michel                          | Portal der im Ersten Weltkrieg zerstörten Kirche | 19 place du Chapitre (Lage)                                             | PA00078783    | Classé         | 1920           | weitere Bilder |
| Kirche St-Nicaise                         | 1923 erbaut, Architekt Jean-Marcel Auburtin | Rue de la Marne (Lage)                                                  | PA00078784    | Classé         | 2002           | weitere Bilder |
| Fontaine des Carmes                       | aus dem 18. Jahrhundert | Rue Barbâtre, rue des Carmes (Lage)                                     | PA00078787    | Classé         | 193            | weitere Bilder |
| Fontaine des Boucheries                   | 1770 angelegt | Place Jules-Lobet (Lage)                                                | PA00078786    | Classé         | 1927           | weitere Bilder |
| Hauptmarkthalle                           | auch Halles du Boulingrin; parabolische Stahlbetonschale, 1927 bis 1929, Architekt Émile Maigrot | Rue du Boulingrin, rue du Temple, rue de Mars, rue Olivier-Metra (Lage) | PA00078789    | Classé         | 1990           | weitere Bilder |
| Jesuitenkolleg                            | in der ersten Hälfte des 17. Jahrhunderts erbaut, ab 1766 Krankenhaus, heute Campus Reims der Sciences Po; mit Teilen der Ausstattung                                                                                               | Place Museux (Lage)                                                     | PA00078779    | Classé         | 1921 1933      | weitere Bilder |
| Hôtel de Bézannes                         | Hôtel particulier, um 1450 | 18 cours Langlet (Lage)                                                 | PA00078790    | Classé         | 1920           | weitere Bilder |
| Hôtel-Dieu                                | heute im Untergeschoss des Palais de Justice; Gewölbekeller, 12. Jahrhundert | Place du Cardinal-Luçon (Lage)                                          | PA00078791    | Classé         | 1930           | weitere Bilder |
| Hôtel Ponsardin                           | Hôtel particulier, 1780, heute Industrie- und Handelskammer | 30 rue Cérès (Lage)                                                     | PA00078793    | Classé         | 1950           | weitere Bilder |
| Hôtel des Postes                          | Postamt Reims-Ceres, Stahlbeton, 1927 bis 1930, Architekt François Le Cœur; die Fassade zur Place Royal in Formen des 18. Jahrhunderts, Schalterhalle und rückwärtiger Flügel im Art déco                                           | 6–10 place Royale, 2–4 rue Cérès, rue Grand-Crédo (Lage)                | PA00078794    | Classé         | 1953           | weitere Bilder |
| Geburtshaus von Jean-Baptiste de la Salle | Hôtel particulier, um 1550 | 6 rue de l’Arbalète (Lage)                                              | PA00078816    | Classé         | 1920           | weitere Bilder |
| Hôtel Le Vergeur                          | Hôtel particulier, ab dem 13. Jahrhundert, heute Musée Hôtel Le Vergeur; mit Teilen der Innenausstattung und der Gartenarchitektur                                                                                                  | 1 rue du Marc, rue Pluche, 36 place du Forum (Lage)                     | PA00078792    | Classé         | 1990           | weitere Bilder |
| Hôtel de Ville                            | von 1627 bis 1636 erbaut, im 19. Jahrhundert mehrfach erweitert | Place de l’Hôtel-de-Ville (Lage)                                        | PA00078795    | Classé         | 1862 1922 1952 | weitere Bilder |
| Wohn- und Geschäftshaus                   | Randbebauung der Place Royale, zweite Hälfte des 18. Jahrhunderts | 2 rue Bertin (Lage)                                                     | PA00078796    | Classé         | 1954           | weitere Bilder |
| Wohn- und Geschäftshaus                   | Randbebauung der Place Royale, zweite Hälfte des 18. Jahrhunderts | 1 rue Carnot (Lage)                                                     | PA00078797    | Classé         | 1954           |                |
| Porte de la Cour du Chapitre              | Torgebäude des Kapitelhofs, 16. Jahrhundert | 15 rue Carnot (Lage)                                                    | PA00078798    | Classé         | 1922           | weitere Bilder |
| Wohn- und Geschäftshaus                   | Randbebauung der Place Royale, zweite Hälfte des 18. Jahrhunderts | 1 rue Colbert (Lage)                                                    | PA00078799    | Classé         | 1954           |                |
| Wohn- und Geschäftshaus                   | Randbebauung der Place Royale, zweite Hälfte des 18. Jahrhunderts | 2 rue Colbert (Lage)                                                    | PA00078818    | Classé         | 1953           |                |
| Portal                                    | gotisch (?) | 3 rue de la Grue (Lage)                                                 | PA00078800    | Classé         | 1921           |                |
| Wohn- und Geschäftshaus                   | Randbebauung der Place Royale, zweite Hälfte des 18. Jahrhunderts | 1 place Royale, 2 rue Carnot (Lage)                                     | PA00078802    | Classé         | 1953           | weitere Bilder |
| Wohn- und Geschäftshaus                   | Randbebauung der Place Royale, um 1910 in Formen des 18. Jahrhunderts | 2 place Royale, rue du Cloître (Lage)                                   | PA00078803    | Classé         | 1925           | weitere Bilder |
| Wohn- und Geschäftshaus                   | Randbebauung der Place Royale, zweite Hälfte des 18. Jahrhunderts | 3 place Royale (Lage)                                                   | PA00078804    | Classé         | 1954           | weitere Bilder |
| Unterpräfektur                            | von 1759 bis 1761 erbaut | 4 place Royale, rue du Cloître, rue du Grand-Credo (Lage)               | PA00078805    | Classé         | 1953           | weitere Bilder |
| Wohn- und Geschäftshaus                   | Randbebauung der Place Royale, zweite Hälfte des 18. Jahrhunderts | 5 place Royale (Lage)                                                   | PA00078806    | Classé         | 1925           | weitere Bilder |
| Wohn- und Geschäftshaus                   | Randbebauung der Place Royale, zweite Hälfte des 18. Jahrhunderts | 7 place Royale (Lage)                                                   | PA00078807    | Classé         | 1925           | weitere Bilder |
| Wohn- und Geschäftshaus                   | Randbebauung der Place Royale, zweite Hälfte des 18. Jahrhunderts | 9 place Royale (Lage)                                                   | PA00078808    | Classé         | 1925           | weitere Bilder |
| Wohn- und Geschäftshaus                   | Randbebauung der Place Royale, zweite Hälfte des 18. Jahrhunderts | 11 place Royale, 1 rue Bertin (Lage)                                    | PA00078809    | Classé         | 1953           | weitere Bilder |
| Wohn- und Geschäftshaus                   | Randbebauung der Place Royale, zweite Hälfte des 18. Jahrhunderts | 13 place Royale (Lage)                                                  | PA00078810    | Classé         | 1953           | weitere Bilder |
| Wohn- und Geschäftshaus                   | Randbebauung der Place Royale, zweite Hälfte des 18. Jahrhunderts | 15 place Royale, 1 rue Cérès (Lage)                                     | PA00078811    | Classé         | 1954           | weitere Bilder |
| Wohnhaus                                  | zweigeschossiger Keller, mittelalterliche Brandmauer | 1bis rue Albert-Reville (Lage)                                          | PA00078812    | Inscrit        | 1930           | weitere Bilder |
| Hôtel des Comtes de Champagne             | Hôtel particulier, 13. Jahrhundert | 22 rue de Tambour (Lage)                                                | PA00078813    | Classé         | 1923 1933      | weitere Bilder |
| Wohn- und Geschäftshaus                   | Randbebauung der Place Royale, zweite Hälfte des 18. Jahrhunderts | 1 rue Trudaine (Lage)                                                   | PA00078814    | Classé         | 1954           |                |
| Wohn- und Geschäftshaus                   | Randbebauung der Place Royale, zweite Hälfte des 18. Jahrhunderts | 2 rue Trudaine (Lage)                                                   | PA00078815    | Classé         | 1953           |                |
| Hôtel Maupinot                            | aus dem 17. oder 18. Jahrhundert; nach 1948 abgebrochen | 142 rue Barbâtre (Lage)                                                 | PA00078817    | Classé         | 1920           | weitere Bilder |
| Wohnhaus                                  | aus dem 16. und 18. Jahrhundert | 5 rue du Marc (Lage)                                                    | PA00078801    | Inscrit        | 1992           |                |
| Maison des Musiciens                      | auch Maison des Ménétriers; aus dem 13. Jahrhundert, im Ersten Weltkrieg zerstört, 2021 rekonstruiert | 18–20 rue du Tambour (Lage)                                             | PA00078819    | Classé         | 1929           | weitere Bilder |
| Wohnhaus                                  | Fachwerkhaus, 16. oder 17. Jahrhundert | 22–24 place Timothée, rue Saint-Julien (Lage)                           | PA00078820    | Classé         | 1970           | weitere Bilder |
| Abtei St-Denis                            | Augustinerkloster, im 9. oder 10. Jahrhundert gegründet, 1790 aufgelöst, heute Musée des Beaux-Arts | 8 rue Chanzy (Lage)                                                     | PA00078772    | Classé Inscrit | 1921 1971      | weitere Bilder |
| Palais du Tau                             | erzbischöfliche Palast, zwischen 1498 und 1509 erbaut, von 1688 bis 1693 durch Robert de Cotte barockisiert, heute Musée de l'Œuvre; mit zweigeschossiger Pfalzkapelle, 1215 bis 1235, Baumeister Jean d’Orbais                     | Place du Cardinal-Luçon (Lage)                                          | PA00078774    | Classé         | 1886 1907      | weitere Bilder |
| Parc de Champagne                         | ursprünglich Parc Pommery; Landschafts- und Sportpark, 1909 bis 1914 angelegt, Landschaftsarchitekt Édouard Redont; mit Sportplatz, Schwimmbad, Sporthalle und zahlreichen Kleinbauten                                              | 1 avenue du Général-Giraud (Lage)                                       | PA51000012    | Inscrit        | 2004           | weitere Bilder |
| Pavillon de Muire                         | 1565 erbaut | Rue Linguet (Lage)                                                      | PA00078821    | Classé         | 1920           | weitere Bilder |
| Piscine du Tennis-Clubs                   | Stahlbetonbecken mit Pergola, 1920, Architekt Jacques Rapin | 15 rue Lagrive (Lage)                                                   | PA51000007    | Inscrit        | 2001           | weitere Bilder |
| Place Royale                              | zwischen 1759 und 1788 angelegt, Randbebauung bis 1930 ergänzt; Bronzestatue Ludwig XV., 1819 von Pierre Cartellier, Sockel und begleitende Figuren, 1765 von Jean-Baptiste Pigalle                                                 | Place Royale (Lage)                                                     | PA00078822    | Classé         | 1952           | weitere Bilder |
| Porte Bazée                               | Reste eines römischen Stadttors, drittes Jahrhundert | 30 rue de l’Université (Lage)                                           | PA00078824    | Classé         | 1981           | weitere Bilder |
| Porte de Mars                             | römisches Stadttor, 3. Jahrhundert | Place de la République (Lage)                                           | PA00078825    | Classé         | 1840           | weitere Bilder |
| Porte de Paris                            | schmiedeeisernes Stadt- und Zolltor, 1776 | Rue de Bir-Hakeim, 10 avenue de Paris (Lage)                            | PA00078826    | Classé         | 1919           | weitere Bilder |
| Porte de la Pourcelette                   | Portal eines Hôtel particulier, um 1624 | 7 rue d’Anjou (Lage)                                                    | PA00078823    | Inscrit        | 1929           | weitere Bilder |
| Pulverturm                                | auch Tour Saint-Nicaise; Turm der mittelalterlichen Stadtbefestigung | Butte Saint-Nicaise (Lage)                                              | PA00078827    | Classé         | 1920           |                |
| Salle de la Reddition du 7 mai 1945       | sogenannter War Room, Ort der bedingungslosen Kapitulation der deutschen Wehrmacht am 7. Mai 1945, heute Museum | 10 rue du Président-Franklin-Roosevelt (Lage)                           | PA00078828    | Classé         | 1985           | weitere Bilder |
| Synagoge                                  | 1879 erbaut, Architekt Ernest Brunette | 49 rue Clovis (Lage)                                                    | PA00078920    | Inscrit        | 1899           | weitere Bilder |
| Villa Douce                               | 1929 bis 1934 erbaut, Architekt Pol Gosset; mit Teilen der Ausstattung | 9 boulevard de la Paix (Lage)                                           | PA00078929    | Inscrit        | 1992           | weitere Bilder |

## Liste der Objekte
| Bezeichnung                                                                                               | Beschreibung | Standort                                                                 | Kennzeichnung | Schutzstatus    | Datum     | Bild           |
| --- | --- | ------------------------------------------------------------------------ | ------------- | --------------- | --------- | -------------- |
| Apostelaltar                                                                                              | zweigeschossiger Retabel aus Fragmenten der Abschrankung der Apostelkapelle; Marmor, Kalkstein, im 18. Jahrhundert zusammengestellt; die Skulpturen von 1541, Jacques Nicolas zugeschrieben | in der Kathedrale Notre-Dame (Kapelle St-Jean) (Lage)                    | PM51001272    | Classé          | 1862      | weitere Bilder |
| Bodenbelag der Kapelle St-Eloi                                                                            | 48 Kalksteinfliesen mit Darstellungen aus dem Alten Testament, 13. Jahrhundert; aus der Stiftskirche St-Nicaise in die Kapelle St-Eloi gebracht; jetzt im linken Seitenschiff montiert      | in der Basilika St-Remi (Lage)                                           | PM51001286    | Classé          | 1841      | weitere Bilder |
| Grablegungsgruppe                                                                                         | Stein, farbig gefasst, Marmor, bezeichnet 1531 | in der Basilika St-Remi (Lage)                                           | PM51001287    | Classé          | 1841      | weitere Bilder |
| Grabmal des heiligen Remigius                                                                             | Marmor, zwischen 1523 und 1537 | in der Basilika St-Remi (Lage)                                           | PM51001288    | Classé          | 1841      | weitere Bilder |
| Chorschranke                                                                                              | Stein, Marmor, um 1650 von François Jacques | in der Basilika St-Remi (Lage)                                           | PM51001290    | Classé          | 1841      |                |
| Adlerpult                                                                                                 | Holz, 17. Jahrhundert | in der Kirche St-Maurice (Lage)                                          | PM51000797    | Classé          | 1908      |                |
| Abtsstab                                                                                                  | Bronze, vergoldet, Email, Mutte des 13. Jahrhunderts; im Musée Saint-Remi deponiert | in der Basilika St-Remi (Lage)                                           | PM51000807    | Classé          | 1896      | weitere Bilder |
| 30 Emailbilder mit Szenen aus dem Leben des heiligen Remigius und des heiligen Timotheus                  | Email auf Kupfer, 17. Jahrhundert, von Jacques Laudin; aus der Kirche St-Thimothée; im Musée Saint-Remi deponiert                                                                           | in der Basilika St-Remi (Lage)                                           | PM51000810    | Classé          | 1896      | weitere Bilder |
| Altarkreuz und sechs Altarleuchter (1)                                                                    | Kupfer, Glas, 18. Jahrhundert; zwei Leuchter 2004 gestohlen, Verbleib des Restes schon vorher unbekannt                                                                                     | in der Basilika St-Remi (Lage)                                           | PM51000814    | Classé          | 1904      |                |
| Skulptur Heilige Barbara (1)                                                                              | Stein, 16. Jahrhundert; im Musée Saint-Remi deponiert | in der Basilika St-Remi (Lage)                                           | PM51000818    | Classé          | 1908      |                |
| Kruzifix (1)                                                                                              | Holz, farbig gefasst, 15. Jahrhundert; aus der Kirche Se-Basalmie | in der Basilika St-Remi (Lage)                                           | PM51000822    | Classé          | 1915      |                |
| Kissen der Alpheidis                                                                                      | Seide, bestickt, 9. Jahrhundert; im Musée Saint-Remi deponiert | in der Basilika St-Remi (Lage)                                           | PM51000824    | Classé          | 1942      |                |
| Leichentuch des heiligen Remigius                                                                         | Seide, bestickt, 9. Jahrhundert; im Musée Saint-Remi deponiert | in der Basilika St-Remi (Lage)                                           | PM51000825    | Classé          | 1942      |                |
| Stoffstück (1)                                                                                            | Seide, 9. Jahrhundert; im Musée Saint-Remi deponiert | in der Basilika St-Remi (Lage)                                           | PM51000826    | Classé          | 1943      |                |
| Zwei Skulpturen: Madonna und Johannes Evangelist                                                          | aus einer Kreuzigungsgruppe; Holz, farbig gefasst, 15. Jahrhundert | in der Basilika St-Remi (Lage)                                           | PM51000830    | Classé          | 1959      |                |
| Drei Kanontafeln (1)                                                                                      | Kupfer, Glas, bemalt, 18. Jahrhundert; Verbleib unbekannt | in der Basilika St-Remi (Lage)                                           | PM51000831    | Classé          | 1959      |                |
| Ausstattung von zwei Empfangszimmern                                                                      | jeweils Wandvertäfelung, Kamin und Konsoltisch; Marmor, Holz und Stuck, farbig gefasst, 18. Jahrhundert                                                                                     | im Hôtel Ponsardin (Lage)                                                | PM51000834    | Classé          | 1920      |                |
| Treppengeländer                                                                                           | Schmiedeeisen, 19. Jahrhundert | im Hôtel Ponsardin (Lage)                                                | PM51000835    | Classé          | 1920      |                |
| Pietà von Saint-Marcoul                                                                                   | kleine Grablegungsgruppe; Kalkstein, 17. Jahrhundert; im Musée Saint-Remi deponiert | im Hospice St-Marcoul (Lage)                                             | PM51000839    | Classé          | 1918      | weitere Bilder |
| Gemälde Anbetung der Hirten                                                                               | Ölfarbe auf Leinwand, um 1700 | im Jesuitenkolleg (Lage)                                                 | PM51000845    | Classé          | 1985      |                |
| Grabstein der Guiburga                                                                                    | Stein, 13. Jahrhundert | in der Basilika St-Remi (Lage)                                           | PM51000865    | Classé          | 1973      |                |
| Lesepult (1)                                                                                              | Schmiedeeisen, Marmor, 18. Jahrhundert | in der Basilika St-Remi (Lage)                                           | PM51000871    | Classé          | 1974      |                |
| Konsoltisch (1)                                                                                           | Holz, vergoldet, 17. Jahrhundert | in der Basilika St-Remi (Lage)                                           | PM51000873    | Classé          | 1974      |                |
| Drei Kantorenhocker                                                                                       | Holz, 18. Jahrhundert | in der Basilika St-Remi (Lage)                                           | PM51000874    | Classé          | 1974      |                |
| Skulptur Heiliger Rochus                                                                                  | Stein, 16. Jahrhundert; im Musée Saint-Remi deponiert | im Jesuitenkolleg (Lage)                                                 | PM51000894    | Classé          | 1968      |                |
| Gemälde Fischzug                                                                                          | Votivbild; Ölfarbe auf Leinwand, 18. Jahrhundert; Verbleib unbekannt | im Jesuitenkolleg (Lage)                                                 | PM51000895    | Classé          | 1968      |                |
| Geschirrschrank (1)                                                                                       | Eichenholz, 18. Jahrhundert; im Musée Saint-Remi deponiert | im Jesuitenkolleg (Lage)                                                 | PM51000897    | Classé          | 1968      |                |
| Geschirrschrank (2)                                                                                       | Eichenholz, 18. Jahrhundert; im Musée Saint-Remi deponiert | im Jesuitenkolleg (Lage)                                                 | PM51000900    | Classé          | 1968      |                |
| Altarkreuz und sechs Altarleuchter (2)                                                                    | Altargarnitur für die Hochzeit von Napoleon Bonaparte und Marie-Louise von Österreich; Silber, vergoldet, 1809 von Henri Auguste                                                            | im Palais du Tau (Lage)                                                  | PM51000903    | Classé          | 1974      |                |
| Tisch | Akazienholz, erste Hälfte des 19. Jahrhunderts; im Musée Saint-Remi deponiert | im Jesuitenkolleg (Lage)                                                 | PM51000919    | Classé          | 1966      |                |
| Walzensekretär                                                                                            | Holz, Marmor, Kupfer, 18. Jahrhundert; im Musée Saint-Remi deponiert | im Jesuitenkolleg (Lage)                                                 | PM51000920    | Classé          | 1966      |                |
| Zwei Schranktüren                                                                                         | Holz, 18. Jahrhundert; im Musée Saint-Remi deponiert | im Jesuitenkolleg (Lage)                                                 | PM51000926    | Classé          | 1966      |                |
| Weinkanne                                                                                                 | Kupfer, Anfang des 19. Jahrhunderts; Verbleib unbekannt | im Jesuitenkolleg (Lage)                                                 | PM51000927    | Classé          | 1966      |                |
| Skulptur Heilige Katharina                                                                                | Stein, farbig gefasst, 15. Jahrhundert | 72 rue de Courlancy (Hauskapelle der Résidence Roederer-Boisseau) (Lage) | PM51000933    | Classé          | 1966      |                |
| Kanne des Zeremonienmeisters bei der Krönung Charles X.                                                   | Kupfer, vergoldet, Stahlbehälter, 1825 | im Palais du Tau (Lage)                                                  | PM51000936    | Classé          | 1978      |                |
| Zwei Wandteppiche Histoire du fort roy Clovis                                                             | Ensemble aus PM51001543 und PM51001544; zwei von ursprünglich sechs Teppichen; im Palais du Tau deponiert                                                                                   | in der Kathedrale Notre-Dame (Lage)                                      | PM51000664    | Classé          | 1896      | weitere Bilder |
| Wandteppich Sieg über Gundobad                                                                            | Tapisserie, 15. Jahrhundert, Entwurf Jacques Daret; im Palais du Tau deponiert | in der Kathedrale Notre-Dame (Lage)                                      | PM51001543    | Classé          | 1896      | weitere Bilder |
| Wandteppich Krönung Chlodwigs                                                                             | Tapisserie, 15. Jahrhundert, Entwurf Jacques Daret; im Palais du Tau deponiert | in der Kathedrale Notre-Dame (Lage)                                      | PM51001544    | Classé          | 1896      | weitere Bilder |
| Zwei Wandteppiche mit Darstellungen aus der Apostelgeschichte                                             | Tapisserie, 19. Jahrhundert, nach Raffael; im Hôtel de Sully in Paris deponiert | in der Kathedrale Notre-Dame (Lage)                                      | PM51000668    | Classé          | 1896      |                |
| Gemälde Geburt Christi                                                                                    | Ölfarbe auf Leinwand, 16. Jahrhundert, Jacopo Tintoretto zugeschrieben; Verbleib unbekannt                                                                                                  | in der Kathedrale Notre-Dame (Lage)                                      | PM51000671    | Classé          | 1896      |                |
| Gemälde Magnificat (1)                                                                                    | Ölfarbe auf Leinwand, 1753; Verbleib unbekannt | in der Kathedrale Notre-Dame (Lage)                                      | PM51000689    | Classé          | 1896      |                |
| Zwei Gemälde: Taufe Christi und Taufe Chlodwigs                                                           | Ölfarbe auf Leinwand, vor 1837 von Auguste Perseval; Verbleib unbekannt | in der Kathedrale Notre-Dame (Lage)                                      | PM51000692    | Classé          | 1896      |                |
| Samsonreliquiar                                                                                           | Kupfer und Silber, vergoldet, Email, Holz, 13. Jahrhundert; im Palais du Tau deponiert | in der Kathedrale Notre-Dame (Lage)                                      | PM51000696    | Classé          | 1896      | weitere Bilder |
| Sixtus-und-Sinnicus-Reliquiar                                                                             | Kupfer, vergoldet, 13. Jahrhundert; im Palais du Tau deponiert | in der Kathedrale Notre-Dame (Lage)                                      | PM51000697    | Classé          | 1896      | weitere Bilder |
| Reliquiar                                                                                                 | Kupfer, vergoldet, Bergkristall, 14. oder 19. Jahrhundert | in der Kathedrale Notre-Dame (Lage)                                      | PM51000702    | Classé          | 1896      |                |
| Auferstehungsreliquiar                                                                                    | Silber und Kupfer, teilweise vergoldet, Email, Edelsteine, bezeichnet 1547; im Palais du Tau deponiert                                                                                      | in der Kathedrale Notre-Dame (Lage)                                      | PM51000703    | Classé          | 1896      | weitere Bilder |
| Skulptur Mariä Himmelfahrt                                                                                | Kupfer, vergoldet, 17. oder 18. Jahrhundert; im Palais du Tau deponiert | in der Kathedrale Notre-Dame (Lage)                                      | PM51000707    | Classé          | 1896      |                |
| Kruzifix (2)                                                                                              | Silber, Ebenholz, nicht datiert; Verbleib unbekannt | in der Kathedrale Notre-Dame (Lage)                                      | PM51000714    | Classé          | 1896      |                |
| Gobelet                                                                                                   | Gold, Metall, vergoldet, Anfang des 19. Jahrhunderts | in der Kathedrale Notre-Dame (Lage)                                      | PM51000715    | Classé          | 1896      |                |
| Zwei Paxtafeln für die Krönung Charles X.                                                                 | Silber, vergoldet, 1825; im Palais du Tau deponiert | in der Kathedrale Notre-Dame (Lage)                                      | PM51000723    | Classé          | 1896      |                |
| Tablett mit zwei Messkännchen und Altarglöckchen (1)                                                      | Teil des Messgeschirrs für die Krönung von Charles X.; Silber vergoldet, um 1825 von Jean-Charles Cahier; im Palais du Tau deponiert                                                        | in der Kathedrale Notre-Dame (Lage)                                      | PM51000729    | Classé          | 1896      |                |
| Ablutionskanne und -schale                                                                                | Teil des Messgeschirrs für die Krönung von Charles X.; Silber vergoldet, um 1825 von Jean-Charles Cahier; im Palais du Tau deponiert                                                        | in der Kathedrale Notre-Dame (Lage)                                      | PM51000732    | Classé          | 1896      |                |
| Zwei Chormantelschließen                                                                                  | für die Krönung von Charles X. gefertigt; Silber und Kupfer, vergoldet, Email, Topas, 1824; Verbleib einer Schließe unbekannt; im Palais du Tau deponiert                                   | in der Kathedrale Notre-Dame (Lage)                                      | PM51000737    | Classé          | 1896      |                |
| Altarkreuz und sechs Altarleuchter (3)                                                                    | für die Krönung von Charles X. gefertigt; Bronze, vergoldet, um 1825 | in der Kathedrale Notre-Dame (Lage)                                      | PM51000742    | Classé          | 1896      |                |
| Liturgische Gewänder                                                                                      | Ensemble aus PM51001550 bis PM51001557 | in der Kathedrale Notre-Dame (Lage)                                      | PM51000757    | Classé          | 1896      |                |
| Pluviale (1)                                                                                              | Seide, bestickt, 17. oder 18. Jahrhundert | in der Kathedrale Notre-Dame (Lage)                                      | PM51001550    | Classé          | 1896      |                |
| Pluviale (2)                                                                                              | Seide, bestickt, 17. oder 18. Jahrhundert | in der Kathedrale Notre-Dame (Lage)                                      | PM51001551    | Classé          | 1896      |                |
| Pluviale (3)                                                                                              | Seide, bestickt, 17. oder 18. Jahrhundert | in der Kathedrale Notre-Dame (Lage)                                      | PM51001552    | Classé          | 1896      |                |
| Pluviale (4)                                                                                              | Seide, bestickt, 17. oder 18. Jahrhundert | in der Kathedrale Notre-Dame (Lage)                                      | PM51001553    | Classé          | 1896      |                |
| Dalmatik (1)                                                                                              | Seide, bestickt, 17. Jahrhundert | in der Kathedrale Notre-Dame (Lage)                                      | PM51001554    | Classé          | 1896      |                |
| Dalmatik (2)                                                                                              | Seide, bestickt, 17. Jahrhundert | in der Kathedrale Notre-Dame (Lage)                                      | PM51001555    | Classé          | 1896      |                |
| Kasel (1)                                                                                                 | Seide, bestickt, Ende des 17. Jahrhunderts | in der Kathedrale Notre-Dame (Lage)                                      | PM51001556    | Classé          | 1896      |                |
| Stola und Manipel                                                                                         | Seide bestickt, 17. oder 18. Jahrhundert; Verbleib unbekannt | in der Kathedrale Notre-Dame (Lage)                                      | PM51001557    | Classé          | 1896      |                |
| Kasel von Maurice Le Tellier                                                                              | Seide, bestickt, um 1650; im Palais du Tau deponiert; zugehörig PM51001558 | in der Kathedrale Notre-Dame (Lage)                                      | PM51000758    | Classé          | 1896      |                |
| Kasel (2)                                                                                                 | Seide, bestickt, 17. Jahrhundert | in der Kathedrale Notre-Dame (Lage)                                      | PM51000759    | Classé          | 1896      |                |
| Baldachin                                                                                                 | für die Krönung von Louis XVI.; Stoff, bestickt, zweite Hälfte des 18. Jahrhunderts; Verbleib unbekannt                                                                                     | in der Kathedrale Notre-Dame (Lage)                                      | PM51000774    | Classé          | 1896      |                |
| Drei Elfenbeinreliefs                                                                                     | Elfenbein, 14. Jahrhundert; im Palais du Tau deponiert | in der Kathedrale Notre-Dame (Lage)                                      | PM51000778    | Classé          | 1908      |                |
| Skulptur Heiliger Andreas (1)                                                                             | Kupfer, vergoldet, vor 1434; im Palais du Tau deponiert | in der Kirche St-André (Lage)                                            | PM51000787    | Classé          | 1896      | weitere Bilder |
| Reliquienmonstranz für die Gebeine des heiligen Remigius                                                  | Kupfer, vergoldet, 14. Jahrhundert; im Palais du Tau deponiert | in der Kathedrale Notre-Dame (Lage)                                      | PM51001549    | Classé          | 1896      |                |
| Liturgische Gewänder für die Krönung Charles X. (1)                                                       | Ensemble aus PM51001559 bis PM51001562 | in der Kathedrale Notre-Dame (Lage)                                      | PM51000765    | Classé          | 1896      |                |
| Pluviale (5)                                                                                              | Seide, bestickt, um 1825 | in der Kathedrale Notre-Dame (Lage)                                      | PM51001559    | Classé          | 1896      |                |
| Humeralvelum, Palla, acht Stolen und 15 Manipel                                                           | Seide, bestickt, um 1825 | in der Kathedrale Notre-Dame (Lage)                                      | PM51001560    | Classé          | 1896      |                |
| Sakramentsvelum                                                                                           | Seide, bestickt, um 1825 | in der Kathedrale Notre-Dame (Lage)                                      | PM51001561    | Classé          | 1896      |                |
| Kasel (3)                                                                                                 | Seide, bestickt, um 1825; im Palais du Tau deponiert | in der Kathedrale Notre-Dame (Lage)                                      | PM51001562    | Classé          | 1896      |                |
| Liturgische Gewänder für die Krönung Charles X. (2)                                                       | Ensemble aus PM51001563 bis PM51001565 | in der Kathedrale Notre-Dame (Lage)                                      | PM51000767    | Classé          | 1896      |                |
| Kasel (4)                                                                                                 | Seide, bestickt, um 1825; im Palais du Tau deponiert | in der Kathedrale Notre-Dame (Lage)                                      | PM51001563    | Classé          | 1896      |                |
| Pluviale und Dalmatik                                                                                     | Seide, bestickt, um 1825 | in der Kathedrale Notre-Dame (Lage)                                      | PM51001564    | Classé          | 1896      |                |
| Drei Pluvialen, vier Stolen, sechs Dalmatiken und acht Manipel                                            | Seide, bestickt, um 1825 | in der Kathedrale Notre-Dame (Lage)                                      | PM51001565    | Classé          | 1896      |                |
| Spitzenbesetzte Textilien für die Krönung Charles X.                                                      | Ensemble aus PM51001566 bis PM51001576 | in der Kathedrale Notre-Dame (Lage)                                      | PM51000769    | Classé          | 1896      |                |
| Chorhemd (1)                                                                                              | Seide, Klöppelspitze, um 1825 | in der Kathedrale Notre-Dame (Lage)                                      | PM51001566    | Classé          | 1896      |                |
| Chorhemd (2)                                                                                              | Seide, Klöppelspitze, um 1825 | in der Kathedrale Notre-Dame (Lage)                                      | PM51001567    | Classé          | 1896      |                |
| Fünf Altartücher                                                                                          | Klöppelspitze, um 1825 | in der Kathedrale Notre-Dame (Lage)                                      | PM51001568    | Classé          | 1896      |                |
| Altartuch (1)                                                                                             | Klöppelspitze, um 1825 | in der Kathedrale Notre-Dame (Lage)                                      | PM51001569    | Classé          | 1896      |                |
| Drei Altartücher                                                                                          | Klöppelspitze, um 1825 | in der Kathedrale Notre-Dame (Lage)                                      | PM51001570    | Classé          | 1896      |                |
| Zwei Altartücher                                                                                          | Klöppelspitze, um 1825 | in der Kathedrale Notre-Dame (Lage)                                      | PM51001571    | Classé          | 1896      |                |
| Altartuch (2)                                                                                             | Klöppelspitze, um 1825 | in der Kathedrale Notre-Dame (Lage)                                      | PM51001572    | Classé          | 1896      |                |
| Acht Alben                                                                                                | Klöppelspitze, um 1825 | in der Kathedrale Notre-Dame (Lage)                                      | PM51001573    | Classé          | 1896      |                |
| Vier Alben                                                                                                | Klöppelspitze, um 1825 | in der Kathedrale Notre-Dame (Lage)                                      | PM51001574    | Classé          | 1896      |                |
| Zwei Alben (1)                                                                                            | Klöppelspitze, um 1825 | in der Kathedrale Notre-Dame (Lage)                                      | PM51001575    | Classé          | 1896      |                |
| Zwei Alben (2)                                                                                            | Seide, Klöppelspitze, um 1825 | in der Kathedrale Notre-Dame (Lage)                                      | PM51001576    | Classé          | 1896      |                |
| Zehn Wandteppiche Leben den heiligen Remigius                                                             | Ensemble aus PM51001578 bis PM51001587; im Musée Saint-Remi deponiert | in der Basilika St-Remi (Lage)                                           | PM51001292    | Classé          | 1896      | weitere Bilder |
| Wandteppich Remigius’ Geburt                                                                              | Tapisserie, erste Hälfte des 16. Jahrhunderts; im Musée Saint-Remi deponiert | in der Basilika St-Remi (Lage)                                           | PM51001578    | Classé          | 1896      | weitere Bilder |
| Wandteppich Remigius’ Berufung und Weihe                                                                  | Tapisserie, erste Hälfte des 16. Jahrhunderts; im Musée Saint-Remi deponiert | in der Basilika St-Remi (Lage)                                           | PM51001579    | Classé          | 1896      | weitere Bilder |
| Wandteppich Brand von Reims                                                                               | Tapisserie, erste Hälfte des 16. Jahrhunderts; im Musée Saint-Remi deponiert | in der Basilika St-Remi (Lage)                                           | PM51001580    | Classé          | 1896      | weitere Bilder |
| Wandteppich Schlacht bei Zülpich und Taufe Chlodwigs                                                      | Tapisserie, erste Hälfte des 16. Jahrhunderts; im Musée Saint-Remi deponiert | in der Basilika St-Remi (Lage)                                           | PM51001581    | Classé          | 1896      | weitere Bilder |
| Wandteppich Remigius und der heilige Genebald von Laon                                                    | Tapisserie, erste Hälfte des 16. Jahrhunderts; im Musée Saint-Remi deponiert | in der Basilika St-Remi (Lage)                                           | PM51001582    | Classé          | 1896      | weitere Bilder |
| Wandteppich Auferweckung eines Bürgers                                                                    | Tapisserie, erste Hälfte des 16. Jahrhunderts; im Musée Saint-Remi deponiert | in der Basilika St-Remi (Lage)                                           | PM51001583    | Classé          | 1896      | weitere Bilder |
| Wandteppich Synode über den Arianismus                                                                    | Tapisserie, erste Hälfte des 16. Jahrhunderts; im Musée Saint-Remi deponiert | in der Basilika St-Remi (Lage)                                           | PM51001584    | Classé          | 1896      | weitere Bilder |
| Wandteppich Remigius’ Tod                                                                                 | Tapisserie, erste Hälfte des 16. Jahrhunderts; im Musée Saint-Remi deponiert | in der Basilika St-Remi (Lage)                                           | PM51001585    | Classé          | 1896      | weitere Bilder |
| Wandteppich Remigius’ Bestattung                                                                          | Tapisserie, erste Hälfte des 16. Jahrhunderts; im Musée Saint-Remi deponiert | in der Basilika St-Remi (Lage)                                           | PM51001586    | Classé          | 1896      | weitere Bilder |
| Wandteppich Darstellung Mariens                                                                           | Tapisserie, erste Hälfte des 16. Jahrhunderts; im Musée Saint-Remi deponiert | in der Basilika St-Remi (Lage)                                           | PM51001587    | Classé          | 1896      | weitere Bilder |
| Skulptur Heiliger Simon                                                                                   | Stein, 16. Jahrhundert | in der Basilika St-Remi (Lage)                                           | PM51001701    | Classé gelöscht | ? 1959    |                |
| Kirchenfenster (1)                                                                                        | aus dem 16. Jahrhundert | in der Kirche St-Jacques (Lage)                                          | PM51001706    | Classé gelöscht | ? 1943    |                |
| Hauptaltar (1)                                                                                            | Altartisch; Marmor, 18. Jahrhundert | in der Kirche St-Jacques (Lage)                                          | PM51001708    | Classé gelöscht | ? 1943    |                |
| Zwei Altarkreuze                                                                                          | Schmiedeeisen, 1926, Entwurf Jean-Marcel Auburtin | in der Kirche St-Nicaise (Lage)                                          | PM51001792    | Classé          | 2013      |                |
| Zwei Kerzenhalter                                                                                         | Schmiedeeisen, 1926, Entwurf Jean-Marcel Auburtin | in der Kirche St-Nicaise (Lage)                                          | PM51001793    | Classé          | 2013      |                |
| Abschrankung der Taufkapelle                                                                              | Schmiedeeisen, 1924, Entwurf Jean-Marcel Auburtin | in der Kirche St-Nicaise (Lage)                                          | PM51001796    | Classé          | 2013      |                |
| Chorgestühl (1)                                                                                           | Holz, 18. Jahrhundert | in der Basilika St-Remi (Lage)                                           | PM51002026    | Inscrit         | 1974      |                |
| Lesepult (2)                                                                                              | Holz, 18. Jahrhundert | in der Basilika St-Remi (Lage)                                           | PM51002027    | Inscrit         | 1974      |                |
| Altarkreuz und vier Altarleuchter (1)                                                                     | Bronze, vergoldet, erste Hälfte des 19. Jahrhunderts | in der Basilika St-Remi (Lage)                                           | PM51002029    | Inscrit         | 1974      |                |
| Kelch (1)                                                                                                 | Silber, Ende des 19. Jahrhunderts | in der Basilika Ste-Clotilde (Lage)                                      | PM51003551    | Inscrit         | 2015      |                |
| Faustbecher                                                                                               | Silber, vergoldet, zwischen 1776 und 1778, von Jean-Joachim Jouette | in der Kathedrale Notre-Dame (Lage)                                      | PM51003701    | Inscrit         | 2017      |                |
| Kreuzreliquiar (1)                                                                                        | Silber, 18. Jahrhundert | in der Kathedrale Notre-Dame (Lage)                                      | PM51003702    | Inscrit         | 2017      |                |
| Messgeschirr (1)                                                                                          | Silber, vergoldet, 19. Jahrhundert, von Alexis Renaud | in der Kirche St-Maurice (Lage)                                          | PM51003556    | Inscrit         | 2015      |                |
| Gemälde Pietà                                                                                             | Ölfarbe auf Leinwand, 17. Jahrhundert | in der Kirche St-Maurice (Lage)                                          | PM51003713    | Inscrit         | 2017      |                |
| Orgel | Ensemble aus PM51009169 und PM51009170 | im Hôtel de Ville (Lage)                                                 | PM51009168    | Inscrit         | 2021      |                |
| Orgelprospekt                                                                                             | 1928 von Gaston Fortin gebaut | im Hôtel de Ville (Lage)                                                 | PM51009169    | Inscrit         | 2021      |                |
| Instrumentalteil der Orgel (1)                                                                            | 1928 von Gaston Fortin gebaut | im Hôtel de Ville (Lage)                                                 | PM51009170    | Inscrit         | 2021      |                |
| Gemälde Magnificat (2)                                                                                    | Ölfarbe auf Leinwand, Ende des 18. Jahrhunderts, von Nicolas Perseval | in der Basilika St-Remi (Lage)                                           | PM51001700    | Classé gelöscht | ? 1959    |                |
| Kreuzigungsgruppe (1)                                                                                     | Holz, 16. Jahrhundert | in der Basilika St-Remi (Lage)                                           | PM51001702    | Classé gelöscht | ? 1976    |                |
| Krönungskelch                                                                                             | auch Kelch des heiligen Remigius; Gold, Email, Edelstein, Ende des 12. Jahrhunderts, im 19. Jahrhundert überarbeitet; im Palais du Tau deponiert                                            | in der Kathedrale Notre-Dame (Lage)                                      | PM51000694    | Classé          | 1896      | weitere Bilder |
| Kreuzreliquiar (2)                                                                                        | Kupfer, vergoldet, Edelsteine, 13. Jahrhundert; aus dem Kloster Saint-Jean-des-Vignes in Soissons; im Palais du Tau deponiert                                                               | in der Kathedrale Notre-Dame (Lage)                                      | PM51000698    | Classé          | 1896      | weitere Bilder |
| Monstranz (1)                                                                                             | Kupfer, vergoldet, Bergkristall, 15. Jahrhundert; im Palais du Tau deponiert | in der Kathedrale Notre-Dame (Lage)                                      | PM51000699    | Classé          | 1896      |                |
| Heiliger-Dorn-Reliquiar                                                                                   | Gold, Email, Bergkristall, Edelsteine, Perlen, um 1460; aus dem Kloster Saint-Pierre-les-Dames; im Palais du Tau deponiert                                                                  | in der Kathedrale Notre-Dame (Lage)                                      | PM51000705    | Classé          | 1896      | weitere Bilder |
| Vortragekreuz                                                                                             | Bergkristall, Gold, drittes Viertel des 16. Jahrhunderts; aus dem Kloster Saint-Pierre-les-Dames; im Palais du Tau deponiert                                                                | in der Kathedrale Notre-Dame (Lage)                                      | PM51000706    | Classé          | 1896      | weitere Bilder |
| Reliquiar für die heilige Ampulle                                                                         | für die Krönung Charles X.; Silber, vergoldet, Bergkristall, 1820; im Palais du Tau deponiert                                                                                               | in der Kathedrale Notre-Dame (Lage)                                      | PM51000716    | Classé          | 1896      |                |
| Drei Kanontafeln (2)                                                                                      | für die Krönung Charles X.; Silber, vergoldet, Vellum, um 1825; im Palais du Tau deponiert                                                                                                  | in der Kathedrale Notre-Dame (Lage)                                      | PM51000720    | Classé          | 1896      |                |
| Diakonskreuz                                                                                              | für die Krönung Charles X.; Silber, vergoldet, um 1825; im Palais du Tau deponiert | in der Kathedrale Notre-Dame (Lage)                                      | PM51000722    | Classé          | 1896      |                |
| Zwei Weihrauchfässer und zwei Weihrauchschiffchen                                                         | für die Krönung Charles X.; Silber, vergoldet, um 1825; im Palais du Tau deponiert | in der Kathedrale Notre-Dame (Lage)                                      | PM51000724    | Classé          | 1896      |                |
| Tonsurschere                                                                                              | für die Krönung Charles X.; Silber, vergoldet, Stahl, um 1825; im Palais du Tau deponiert                                                                                                   | in der Kathedrale Notre-Dame (Lage)                                      | PM51000738    | Classé          | 1896      |                |
| Zwei Reliquiare                                                                                           | Gold, Silber, vergoldet, Edelstein, Email, Glas und Stoff, 16. Jahrhundert; aus dem Kloster Saint-Pierre-les-Dames; Verbleib unbekannt                                                      | in der Kathedrale Notre-Dame (Lage)                                      | PM51000741    | Classé          | 1896      |                |
| Altarkreuz und sechs Altarleuchter (4)                                                                    | Bronze, vergoldet, 1784 | in der Kathedrale Notre-Dame (Lage)                                      | PM51000746    | Classé          | 1896      |                |
| Zwei Dalmatiken                                                                                           | Seide, bestickt, 18. Jahrhundert; Verbleib unbekannt | in der Kathedrale Notre-Dame (Lage)                                      | PM51000760    | Classé          | 1896      |                |
| Kasel (5)                                                                                                 | Seide, bestickt, 1841; Verbleib unbekannt | in der Kathedrale Notre-Dame (Lage)                                      | PM51000768    | Classé          | 1896      |                |
| Neun Alben                                                                                                | für die Krönung Louis XVI. angefertigt; Klöppelspitze, zweite Hälfte des 18. Jahrhunderts; Verbleib unbekannt                                                                               | in der Kathedrale Notre-Dame (Lage)                                      | PM51000772    | Classé          | 1896      |                |
| Zwei Kelche                                                                                               | Silber, vergoldet, 17. oder 18. Jahrhundert | in der Kathedrale Notre-Dame (Lage)                                      | PM51000783    | Classé          | 1896      |                |
| Skulptur Heiliger Andreas (2)                                                                             | Stein, bezeichnet 1586, Pierre Jacques zugeschrieben | in der Kirche St-André (Lage)                                            | PM51000792    | Classé          | 1915      |                |
| Zwei Gemälde: Anbetung der Hirten und Anbetung der Könige                                                 | Ölfarbe auf Leinwand, 17. oder 18. Jahrhundert; aus dem Kloster Sainte-Claire | in der Kirche St-Maurice (Lage)                                          | PM51000796    | Classé          | 1908      |                |
| Zwei Konsoltische (1)                                                                                     | Holz, 17. und 18. Jahrhundert; Verbleib unbekannt | in der Kirche St-Maurice (Lage)                                          | PM51000798    | Classé          | 1908      |                |
| Prozessionsbaldachin                                                                                      | Seide, bestickt, 17. Jahrhundert | in der Basilika St-Remi (Lage)                                           | PM51000806    | Classé          | 1896      |                |
| Skulptur einer lesenden Heiligen                                                                          | Stein, 16. Jahrhundert; im Musée Saint-Remi deponiert | in der Basilika St-Remi (Lage)                                           | PM51000821    | Classé          | 1908      |                |
| Wandvertäfelung der Bibliothek und eines Nebenraums                                                       | Holz, Marmor, Spiegelglas, zweite Hälfte des 18. Jahrhunderts, die Vertäfelung der Bibliothek im Hôtel Ponsardin eingebaut, die des Nebenraums nach Paris verkauft                          | im ehemaligen Hôtel Labarraque-Walbaum (Lage)                            | PM51000833    | Classé          | 1920      |                |
| Zwei Kandelaber (1)                                                                                       | Bronze, 18. Jahrhundert; aus dem Kloster Igny; Verbleib unbekannt | im Musée des Beaux-Arts (Lage)                                           | PM51000841    | Classé          | 1896      |                |
| Skulptur Haupt eines Jünglings                                                                            | Stein, 13. Jahrhundert; im Palais du Tau deponiert | in der Kathedrale Notre-Dame (Lage)                                      | PM51000844    | Classé          | 1972      |                |
| Mantel für die Krönung Charles X.                                                                         | Seide, bestickt, Hermelin, 1814; im Palais du Tau deponiert | in der Kathedrale Notre-Dame (Lage)                                      | PM51000848    | Classé Inscrit  | 1977      |                |
| Hauptorgel                                                                                                | Ensemble aus PM51001273 und PM51000851 | in der Kathedrale Notre-Dame (Lage)                                      | PM51001780    | Classé          | 1862 1982 | weitere Bilder |
| Orgelprospekt und -empore                                                                                 | Empore vor 1481; Hauptprospekt 1487 von Oudin Heystre gebaut, Positiv von 1571, beide 1647 ergänzt                                                                                          | in der Kathedrale Notre-Dame (Lage)                                      | PM51001273    | Classé          | 1862      | weitere Bilder |
| Instrumentalteil der Orgel (2)                                                                            | 1844 unter Verwendung älterer Teile durch John Abbey rekonstruiert, 1938/39 durch Victor Gonzalez restauriert und vergrößert                                                                | in der Kathedrale Notre-Dame (Lage)                                      | PM51000851    | Classé          | 1982      | weitere Bilder |
| Talisman Kar des Großen                                                                                   | Reliquiar; Gold, Edelsteine, 9. Jahrhundert; im Palais du Tau deponiert | in der Kathedrale Notre-Dame (Lage)                                      | PM51000852    | Classé          | 1962      | weitere Bilder |
| Büste Charles X.                                                                                          | Porzellan, 19. Jahrhundert | in der Kathedrale Notre-Dame (Lage)                                      | PM51000853    | Classé          | 1967      |                |
| Wandteppich Geiselung Christi                                                                             | Tapisserie, um 1500; im Palais du Tau deponiert | in der Kirche St-Nicaise (Lage)                                          | PM51000854    | Classé          | 1981      |                |
| Teppich (1)                                                                                               | Wolle, um 1850; Verbleib unbekannt | in der Basilika St-Remi (Lage)                                           | PM51000861    | Classé          | 1962      |                |
| Grabstein des heiligen Remigius                                                                           | Stein, mittelalterlich | in der Basilika St-Remi (Lage)                                           | PM51000863    | Classé          | 1974      |                |
| Grabstein für Anne Dauquoi                                                                                | Stein, 16. Jahrhundert | in der Basilika St-Remi (Lage)                                           | PM51000864    | Classé          | 1974      |                |
| Grabstein für Innocent Cogbert                                                                            | Stein, 17. Jahrhundert | in der Basilika St-Remi (Lage)                                           | PM51000866    | Classé          | 1974      |                |
| Zwei Konsoltische (2)                                                                                     | Holz, vergoldet, 18. Jahrhundert | in der Basilika St-Remi (Lage)                                           | PM51000872    | Classé          | 1974      |                |
| Relief Madonna mit Kind, davor zwei Personen                                                              | Stein, 14. Jahrhundert | in der Basilika St-Remi (Lage)                                           | PM51000883    | Classé          | 1974      |                |
| Prozessionsstab Heiliger Fiacrius                                                                         | Holz, farbig gefasst und vergoldet, 1974 | in der Basilika St-Remi (Lage)                                           | PM51000884    | Classé          | 1974      |                |
| Gemälde Wundersamer Fischzug                                                                              | Ölfarbe auf Leinwand, 17. Jahrhundert; im Musée Saint-Remi deponiert | im Jesuitenkolleg (Lage)                                                 | PM51000886    | Classé          | 1979      |                |
| Gemälde Die Emmauspilger                                                                                  | Ölfarbe auf Leinwand, 17. Jahrhundert; im Musée Saint-Remi deponiert | im Jesuitenkolleg (Lage)                                                 | PM51000888    | Classé          | 1979      |                |
| Gemälde Abendmahl (1)                                                                                     | Ölfarbe auf Leinwand, 17. Jahrhundert; nach Charles Le Brun; im Musée Saint-Remi deponiert                                                                                                  | im Jesuitenkolleg (Lage)                                                 | PM51000889    | Classé          | 1979      |                |
| Gemälde Jesu Salbung durch eine Sünderin                                                                  | Ölfarbe auf Leinwand, 17. Jahrhundert; im Musée Saint-Remi deponiert | im Jesuitenkolleg (Lage)                                                 | PM51000890    | Classé          | 1979      |                |
| Geschirrschrank (3)                                                                                       | Eichenholz, 18. Jahrhundert; im Musée Saint-Remi deponiert | im Jesuitenkolleg (Lage)                                                 | PM51000896    | Classé          | 1968      |                |
| Abguss der Krone Charles’ X.                                                                              | Gips, 1825 | im Palais du Tau (Lage)                                                  | PM51000901    | Classé          | 1967      |                |
| Wandteppich Josef erzählt Jakob von seinen Träumen                                                        | Tapisserie, 17. Jahrhundert; im Musée Saint-Remi deponiert | im Jesuitenkolleg (Lage)                                                 | PM51000905    | Classé          | 1966      |                |
| Skulptur Madonna mit Kind (1)                                                                             | Holz, farbig gefasst, 16. Jahrhundert; im Musée Saint-Remi deponiert | im Jesuitenkolleg (Lage)                                                 | PM51000909    | Classé          | 1966      |                |
| Kommode (1)                                                                                               | Nussbaumholz, Marmor, Bronze, vergoldet, 17. Jahrhundert; im Musée Saint-Remi deponiert | im Jesuitenkolleg (Lage)                                                 | PM51000913    | Classé          | 1966      |                |
| Kommode (2)                                                                                               | Nussbaumholz, Marmor, Bronze, vergoldet, 18. Jahrhundert; im Musée Saint-Remi deponiert | im Jesuitenkolleg (Lage)                                                 | PM51000915    | Classé          | 1966      |                |
| Kommode (3)                                                                                               | Nussbaumholz, Bronze, vergoldet, 17. oder 18. Jahrhundert; im Musée Saint-Remi deponiert | 25 boulevard du Président-Wilson (Résidence Wilson) (Lage)               | PM51000930    | Classé          | 1966      |                |
| Epitaph für Nicolas Colin                                                                                 | Kupfer, 17. Jahrhundert | 72 rue de Courlancy (Résidence Roederer-Boisseau) (Lage)                 | PM51000932    | Classé          | 1966      |                |
| Reliquar Napoleons III. für den Talisman Karl des Großen                                                  | Silber, vergoldet, Email, bezeichnet 1855, von Jules Wiset | im Palais du Tau (Lage)                                                  | PM51000935    | Classé          | 1978      | weitere Bilder |
| Astronomische Uhr                                                                                         | Gehäuse von 1660, Uhrwerk von 1773 | in der Kathedrale Notre-Dame (Lage)                                      | PM51001275    | Classé Inscrit  | 1862      | weitere Bilder |
| Taufaltar                                                                                                 | Retabel mit drei Reliefs; Kalkstein, farbig gefasst, Marmor, bezeichnet 1610 | in der Basilika St-Remi (Lage)                                           | PM51001289    | Classé          | 1842      | weitere Bilder |
| Gemälde Christus und die Samariterin (1)                                                                  | Ölfarbe auf Leinwand, 1689 von Jean Hélart | im Jesuitenkolleg (Lage)                                                 | PM51001305    | Classé          | 1994      |                |
| 17 Wandteppiche mit Darstellungen aus dem Marienleben                                                     | drei Teppiche nur fragmentarisch erhalten; Tapisserie, zwischen 1515 und 1530; im Palais du Tau deponiert                                                                                   | in der Kathedrale Notre-Dame (Lage)                                      | PM51000663    | Classé          | 1896      | weitere Bilder |
| 17 Wandteppiche mit Darstellungen aus dem Leben Jesu                                                      | Tapisserie, vor 1640; zehn Teppiche während des Ersten Weltkriegs zerstört; im Palais du Tau deponiert                                                                                      | in der Kathedrale Notre-Dame (Lage)                                      | PM51000665    | Classé          | 1896      | weitere Bilder |
| Vier Wandteppiche mit dem Wappen des Domkapitels                                                          | Tapisserie, vor 1625; drei Teppiche während des Ersten Weltkriegs zerstört; im Palais du Tau deponiert                                                                                      | in der Kathedrale Notre-Dame (Lage)                                      | PM51000666    | Classé          | 1896      |                |
| Gemälde Anbetung der Könige                                                                               | Ölfarbe auf Leinwand, 1706; Verbleib unbekannt | in der Kathedrale Notre-Dame (Lage)                                      | PM51000677    | Classé          | 1896      |                |
| Gemälde Petrus wirs aus dem Kerker befreit                                                                | Ölfarbe auf Leinwand, 17. Jahrhundert, von Jean Hélart; Verbleib unbekannt | in der Kathedrale Notre-Dame (Lage)                                      | PM51000681    | Classé          | 1896      |                |
| Gemälde Christus am Kreuz                                                                                 | Ölfarbe auf Leinwand, 1813; Verbleib unbekannt | in der Kathedrale Notre-Dame (Lage)                                      | PM51000685    | Classé          | 1896      |                |
| Gemälde Christus stirbt am Kreuz                                                                          | Ölfarbe auf Leinwand, vor 1859, von François-Gustave Dauphin; Verbleib unbekannt | in der Kathedrale Notre-Dame (Lage)                                      | PM51000690    | Classé          | 1896      |                |
| Skulptur Heilige Johanna von Orleans                                                                      | Stein, 1926, Bildhauer Roger de Villiers | in der Kirche St-Nicaise (Lage)                                          | PM51001787    | Classé          | 2013      |                |
| Kommuniontisch des Hauptaltars                                                                            | Schmiedeeisen, 1925, Entwurf Jean-Marcel Auburtin | in der Kirche St-Nicaise (Lage)                                          | PM51001797    | Classé          | 2013      |                |
| Kommuniontische der Seitenaltäre                                                                          | Schmiedeeisen, 1925, Entwurf Jean-Marcel Auburtin | in der Kirche St-Nicaise (Lage)                                          | PM51001798    | Classé          | 2013      |                |
| Lampe in Taubenform                                                                                       | Glas, 1925 von René Lalique | in der Kirche St-Nicaise (Lage)                                          | PM51001799    | Classé          | 2013      |                |
| Zwei elektrische Kandelaber                                                                               | Schmiedeeisen, um 1925, Entwurf Jean-Marcel Aubertin | in der Kirche St-Nicaise (Lage)                                          | PM51001801    | Classé          | 2014      |                |
| Chororgel                                                                                                 | Haupteintrag für PM51000856 | in der Kirche St-Maurice (Lage)                                          | PM51001762    | Classé          | 1981      | weitere Bilder |
| Instrumentalteil der Chororgel                                                                            | 1889 von Aristide Cavaillé-Coll gebaut | in der Kirche St-Maurice (Lage)                                          | PM51000856    | Classé          | 1981      | weitere Bilder |
| Drei Gemälde: Petrus heilt den Gelähmten, Jesu Salbung durch eine Sünderin und Christus segnet die Kinder | Ölfarbe auf Leinwand, 17. Jahrhundert; im Musée Saint-Remi deponiert | im Jesuitenkolleg (Lage)                                                 | PM51003453    | Inscrit         | 2002      |                |
| Kruzifix (3)                                                                                              | Missionskreuz; Holz, bezeichnet 1821 | in der Kirche St-André (Lage)                                            | PM51003633    | Inscrit         | 1994      | weitere Bilder |
| Tablett mit Messkännchen                                                                                  | Silber, vergoldet, email, 19. Jahrhundert, von Placide Poussielgue-Rusand | in der Kirche St-André (Lage)                                            | PM51003669    | Inscrit         | 2015      |                |
| Gemälde Der heilige Franziskus empfängt die Stigmata                                                      | Ölfarbe auf Leinwand, 17. Jahrhundert; im Musée Saint-Reim deponiert | in der Kirche St-André (Lage)                                            | PM51003708    | Inscrit         | 2017      |                |
| Messgeschirr (2)                                                                                          | Silber, vergoldet, erste Hälfte des 19. Jahrhunderts | in der Kirche St-Maurice (Lage)                                          | PM51003554    | Inscrit         | 2015      |                |
| Zwei Kredenzen                                                                                            | Holz, vergoldet, 18. Jahrhundert | in der Kirche St-Maurice (Lage)                                          | PM51003715    | Inscrit         | 2017      |                |
| Kelch und Patene (1)                                                                                      | Silber, vergoldet, 17. Jahrhundert | in der Kirche St-Jacques (Lage)                                          | PM51003761    | Inscrit         | 2015      |                |
| Chorgestühl und Wandvertäfelung                                                                           | Holz, 17. Jahrhundert; aus der Kirche St-Nicaise | in der Kirche St-Maurice (Lage)                                          | PM51000803    | Classé          | 1915      |                |
| Kruzifix (4)                                                                                              | Holz, farbig gefasst, um 1600 | in der Kirche St-Maurice (Lage)                                          | PM51003557    | Inscrit         | 2015      |                |
| Gemälde Heiliger Hieronymus (1)                                                                           | Ölfarbe auf Leinwand, 17. Jahrhundert | in der Kirche St-Maurice (Lage)                                          | PM51003559    | Inscrit         | 2015      |                |
| Zwei Gemälde: Berufung des Petrus und Petrus verneint Christus                                            | Ölfarbe auf Leinwand, um 1800; Nicolas Perseval zugeschrieben | in der Kirche St-Maurice (Lage)                                          | PM51000799    | Classé          | 1908      |                |
| Geschirrschrank (4)                                                                                       | Eichenholz, 18. Jahrhundert; im Musée Saint-Remi deponiert | im Jesuitenkolleg (Lage)                                                 | PM51000898    | Classé          | 1968      |                |
| Zwei Wandteppiche mit dem Wappen von Charles Maurice Le Tellier                                           | Tapisserie, 17. Jahrhundert | im Palais du Tau (Lage)                                                  | PM51000902    | Classé          | 1963      |                |
| Wandteppich Tanz der Salomé                                                                               | Tapisserie, 16. Jahrhundert; im Musée Saint-Remi deponiert | im Jesuitenkolleg (Lage)                                                 | PM51000908    | Classé          | 1966      |                |
| Kommode (4)                                                                                               | Nussbaumholz, Marmor, Bronze, vergoldet, 18. Jahrhundert; im Musée Saint-Remi deponiert | im Jesuitenkolleg (Lage)                                                 | PM51000917    | Classé          | 1966      |                |
| Eckschrank                                                                                                | Kirschbaumholz, 18. Jahrhundert; im Musée Saint-Remi deponiert | im Jesuitenkolleg (Lage)                                                 | PM51000922    | Classé          | 1966      |                |
| Zwei Kandelaber (2)                                                                                       | Kupfer, 18. Jahrhundert; Verbleib unbekannt | im Jesuitenkolleg (Lage)                                                 | PM51000924    | Classé          | 1966      |                |
| Buffet (1)                                                                                                | Obstbaumholz, Marmor, 18. Jahrhundert; im Musée Saint-Remi deponiert | im Hospital Sébastopol (Lage)                                            | PM51000929    | Classé          | 1966      |                |
| Truhe (1)                                                                                                 | Eichenholz, 16. Jahrhundert; im Musée Saint-Remi deponiert | 25 boulevard du Président-Wilson (Résidence Wilson) (Lage)               | PM51000931    | Classé          | 1966      |                |
| Gemälde Die heilige Helena und die Caritas                                                                | Ölfarbe auf Leinwand, 17. Jahrhundert; im Musée Saint-Remi deponiert | im Jesuitenkolleg (Lage)                                                 | PM51000934    | Classé          | 1982      |                |
| Skulptur Madonna mit Kind (2)                                                                             | Stein, farbig gefasst und vergoldet, Ende des 15. Jahrhunderts | im Maison Jean-Baptiste de la Salle (Lage)                               | PM51000938    | Classé          | 1968      |                |
| Gemälde Porträt von Jean-Baptiste de la Salle                                                             | Ölfarbe auf Leinwand, Anfang des 19. Jahrhunderts | im Maison Jean-Baptiste de la Salle (Lage)                               | PM51000939    | Classé          | 1968      |                |
| Kapitell                                                                                                  | Kalkstein, Ende des 12. Jahrhunderts | im Maison Jean-Baptiste de la Salle (Lage)                               | PM51000941    | Classé          | 1968      |                |
| Chorgestühl (2)                                                                                           | Eichenholz, Marmor, 1745 | in der Kathedrale Notre-Dame (Lage)                                      | PM51001277    | Classé          | 1862      |                |
| Kanzel (1)                                                                                                | Holz, 1678 | in der Kathedrale Notre-Dame (Lage)                                      | PM51001282    | Classé          | 1862      | weitere Bilder |
| Gemälde Die wunderbare Brotvermehrung                                                                     | Ölfarbe auf Leinwand, 1684 von Jean Hélart | im Jesuitenkolleg (Lage)                                                 | PM51001304    | Classé          | 1994      |                |
| Gemälde Der Auferstandene erscheint Maria Magdalena                                                       | Ölfarbe auf Leinwand, 16. Jahrhundert, Tizian zugeschrieben; Verbleib unbekannt | in der Kathedrale Notre-Dame (Lage)                                      | PM51000670    | Classé          | 1896      |                |
| Gemälde Fußwaschung                                                                                       | Ölfarbe auf Leinwand, 18. Jahrhundert, von Nicolas Bertin; Verbleib unbekannt | in der Kathedrale Notre-Dame (Lage)                                      | PM51000676    | Classé          | 1896      |                |
| Gemälde Unterweisung Mariens                                                                              | Ölfarbe auf Leinwand, 17. Jahrhundert, von Jean Hélart; Verbleib unbekannt | in der Kathedrale Notre-Dame (Lage)                                      | PM51000679    | Classé          | 1896      |                |
| Gemälde Die Samariterin                                                                                   | Ölfarbe auf Leinwand, 17. Jahrhundert, von Otto van Veen; Verbleib unbekannt | in der Kathedrale Notre-Dame (Lage)                                      | PM51000683    | Classé          | 1896      |                |
| Gemälde Heiliger Calixtus                                                                                 | Ölfarbe auf Leinwand, 1830 von Jean-Baptiste Germain; Verbleib unbekannt | in der Kathedrale Notre-Dame (Lage)                                      | PM51000686    | Classé          | 1896      |                |
| Gemälde Taufe Chlodwigs                                                                                   | Ölfarbe auf Leinwand, 1824 von Alexandre Abel de Pujol; Verbleib unbekannt | in der Kathedrale Notre-Dame (Lage)                                      | PM51000691    | Classé          | 1896      |                |
| Monstranz (2)                                                                                             | Silber, vergoldet, Edelsteine, Glas, 15. Jahrhundert; im Palais du Tau deponiert | in der Kathedrale Notre-Dame (Lage)                                      | PM51000700    | Classé          | 1896      |                |
| Kruzifix (5)                                                                                              | Ebenholz, Schildpatt, Silber und Bronze, vergoldet, 17. Jahrhundert | in der Kathedrale Notre-Dame (Lage)                                      | PM51000712    | Classé          | 1896      |                |
| Kanne für die Darbringung des Weins                                                                       | Teil des Messgeschirrs für die Krönung von Charles X.; Silber, vergoldet, um 1825 von Jean-Charles Cahier; im Palais du Tau deponiert                                                       | in der Kathedrale Notre-Dame (Lage)                                      | PM51000717    | Classé          | 1896      |                |
| Prozessionskreuz (1)                                                                                      | für die Krönung von Charles X.; Silber, vergoldet, um 1825 von Jean-Charles Cahier; im Palais du Tau deponiert                                                                              | in der Kathedrale Notre-Dame (Lage)                                      | PM51000726    | Classé          | 1896      |                |
| Tablett mit zwei Messkännchen und Altarglöckchen (2)                                                      | Teil des Messgeschirrs für die Krönung von Charles X.; Silber, vergoldet, um 1825 von Jean-Charles Cahier; im Palais du Tau deponiert                                                       | in der Kathedrale Notre-Dame (Lage)                                      | PM51000731    | Classé          | 1896      |                |
| Hostiendose                                                                                               | Teil des Messgeschirrs für die Krönung von Charles X.; Silber, vergoldet, um 1825; im Palais du Tau deponiert                                                                               | in der Kathedrale Notre-Dame (Lage)                                      | PM51000736    | Classé          | 1896      |                |
| Altarkreuz und vier Altarleuchter (2)                                                                     | für die Krönung von Charles X.; Bronze, vergoldet, um 1825 | in der Kathedrale Notre-Dame (Lage)                                      | PM51000743    | Classé          | 1896      |                |
| Altarkreuz und vier Altarleuchter (3)                                                                     | für die Krönung von Charles X.; Bronze, vergoldet, um 1825; Verbleib unbekannt | in der Kathedrale Notre-Dame (Lage)                                      | PM51000744    | Classé          | 1896      |                |
| Siebenarmige Kandelaber                                                                                   | Bronze, vergoldet, nicht datiert; 1914 zerstört | in der Kathedrale Notre-Dame (Lage)                                      | PM51000749    | Classé          | 1896      |                |
| Zwei Pluvialen                                                                                            | Seide, 19. Jahrhundert; Besatz: Perlenstickerei, 13. Jahrhundert; im Palais du Tau deponiert                                                                                                | in der Kathedrale Notre-Dame (Lage)                                      | PM51000763    | Classé          | 1896      |                |
| Kruzifix (6)                                                                                              | Bronze, 13. oder 14. Jahrhundert | in der Kathedrale Notre-Dame (Lage)                                      | PM51000777    | Classé          | 1908      |                |
| Kruzifix (7)                                                                                              | Stein, 1417; Verbleib unbekannt | in der Kathedrale Notre-Dame (Lage)                                      | PM51000779    | Classé          | 1908      |                |
| Zwei Altarpulte                                                                                           | Holz, 1745 | in der Kathedrale Notre-Dame (Lage)                                      | PM51000786    | Classé          | 1908      |                |
| Triptychon Kreuzigung, Johannes der Täufer und der heilige Andreas                                        | Ölfarbe auf Holz, 1612; Verbleib unbekannt | in der Kirche St-André (Lage)                                            | PM51000789    | Classé          | 1908      |                |
| Osterleuchter (1)                                                                                         | Holz, 17. Jahrhundert; im Musée Saint-Remi deponiert | in der Kirche St-Maurice (Lage)                                          | PM51000802    | Classé          | 1915      |                |
| Reliquienbüste des heiligen Timotheus                                                                     | Kupfer, vergoldet, bezeichnet 1614; Verbleib unbekannt | in der Basilika St-Remi (Lage)                                           | PM51000812    | Classé          | 1896      |                |
| Grabstein                                                                                                 | Stein, merowingerzeitlich oder hochmittelalterlich; Verbleib unbekannt | in der Basilika St-Remi (Lage)                                           | PM51000816    | Classé          | 1908      |                |
| Skulptur Heilige Genoveva                                                                                 | Stein, 16. Jahrhundert; im Musée Saint-Remi deponiert | in der Basilika St-Remi (Lage)                                           | PM51000817    | Classé          | 1908      |                |
| Skulptur einer lesenden Heiligen                                                                          | Stein, 16. Jahrhundert; im Musée Saint-Remi deponiert | in der Basilika St-Remi (Lage)                                           | PM51000820    | Classé          | 1908      |                |
| Stoffstück aus dem Schrein des heiligen Remigius                                                          | Seide, 9. Jahrhundert; im Musée Saint-Remi deponiert | in der Basilika St-Remi (Lage)                                           | PM51000828    | Classé          | 1943      |                |
| Zwei Deckenbalken                                                                                         | Holz, bemalt, Anfang des 17. Jahrhunderts; Verbleib unbekannt | 18 rue Gambetta (Lage)                                                   | PM51000837    | Classé          | 1924      |                |
| Glöckchen                                                                                                 | Bronze, 12. Jahrhundert; aus dem Grand Séminaire; Verbleib unbekannt | im Musée des Beaux-Arts (Lage)                                           | PM51000840    | Classé          | 1896      |                |
| Sarkophag des Flavius Valerius Jovinus                                                                    | Marmor, 4. Jahrhundert | im Musée Saint-Remi (Lage)                                               | PM51000842    | Classé          | 1841      | weitere Bilder |
| Mobiliar des War Room                                                                                     | Landkarten, ein Tisch, dreizehn Stühle und ein Ventilator, erste Hälfte des 20. Jahrhunderts                                                                                                | im Musée de la Reddition du 7 mai 1945 (Lage)                            | PM51000847    | Classé          | 1986      | weitere Bilder |
| Wandgemälde                                                                                               | von Robert La Montagne Saint-Hubert, um 1925 | im American Memorial Hospital (Lage)                                     | PM51000850    | Classé          | 1987      |                |
| Skulptur Petrus                                                                                           | Stein, 16. Jahrhundert | in der Kirche St-Maurice (Lage)                                          | PM51000857    | Classé          | 1966      |                |
| Altarkreuz und zehn Altarleuchter                                                                         | Bronze, vergoldet, um 1830 | in der Basilika St-Remi (Lage)                                           | PM51000862    | Classé          | 1959      |                |
| Beichtstuhl (1)                                                                                           | Holz, 18. Jahrhundert | in der Basilika St-Remi (Lage)                                           | PM51000867    | Classé          | 1974      |                |
| Skulptur Christus in der Rast (1)                                                                         | Stein, 16. Jahrhundert | in der Basilika St-Remi (Lage)                                           | PM51000876    | Classé          | 1974      | weitere Bilder |
| Relief Der Auferstandene erscheint den Aposteln                                                           | Stein, 15. oder 16. Jahrhundert | in der Basilika St-Remi (Lage)                                           | PM51000878    | Classé          | 1974      |                |
| Zwei Leuchterengel                                                                                        | Marmor, 17. Jahrhundert | in der Basilika St-Remi (Lage)                                           | PM51000881    | Classé          | 1974      |                |
| Gemälde Abendmahl (2)                                                                                     | Ölfarbe auf Leinwand, 17. Jahrhundert, von Jean Hélart; im Musée Saint-Remi deponiert | im Jesuitenkolleg (Lage)                                                 | PM51000887    | Classé          | 1979      |                |
| Gemälde Christus wird von den Engel bedient                                                               | Ölfarbe auf Leinwand, Anfang des 17. Jahrhunderts; im Musée Saint-Remi deponiert | im Jesuitenkolleg (Lage)                                                 | PM51000891    | Classé          | 1979      |                |
| Konsoltisch (2)                                                                                           | Holz, vergoldet, 17. Jahrhundert | in der Kirche St-Jacques (Lage)                                          | PM51001704    | Classé gelöscht | 1933 1944 |                |
| Vier Altarleuchter                                                                                        | Holz, 17. Jahrhundert | in der Kirche St-Jacques (Lage)                                          | PM51001705    | Classé gelöscht | 1933 1944 |                |
| Gemälde Mariä Verkündigung (1)                                                                            | Ölfarbe auf Leinwand, 1923 von Maurice Denis | im Bischofspalast (Lage)                                                 | PM51000163    | Classé          | 2006      |                |
| Gemälde Heilige Katharina                                                                                 | Ölfarbe auf Leinwand, 17. Jahrhundert; im Musée Saint-Remi deponiert | im Jesuitenkolleg (Lage)                                                 | PM51003371    | Inscrit         | 1995      |                |
| Gemälde Heiliger Francisco de Borja                                                                       | Ölfarbe auf Leinwand, 17. Jahrhundert; im Musée Saint-Remi deponiert | im Jesuitenkolleg (Lage)                                                 | PM51003372    | Inscrit         | 1995      |                |
| Reliquientruhe                                                                                            | Metall, vergoldet, Email, 19. Jahrhundert, von Armand Calliat | in der Basilika Ste-Clotilde (Lage)                                      | PM51003548    | Inscrit         | 2015      |                |
| Kreuzabnahmeretabel                                                                                       | Stein, bezeichnet 1542 | in der Basilika St-Remi (Lage)                                           | PM51002028    | Inscrit         | 1974      |                |
| Kelch (2)                                                                                                 | Silber, vergoldet, 19. Jahrhundert | in der Basilika Ste-Clotilde (Lage)                                      | PM51003550    | Inscrit         | 2015      |                |
| Gemälde Christus und die Samariterin (2)                                                                  | Ölfarbe auf Leinwand, 17. Jahrhundert; im Depot der städtischen Museen | in der Kirche St-André (Lage)                                            | PM51003709    | Inscrit         | 2017      |                |
| Gemälde Taufe Christi (1)                                                                                 | Ölfarbe auf Leinwand, 17. Jahrhundert; im Depot der städtischen Museen | in der Kirche St-André (Lage)                                            | PM51003705    | Inscrit         | 2017      |                |
| Gemälde Bekehrung des heiligen Longinus                                                                   | Ölfarbe auf Leinwand, 1898 von Émile Bernard | in der Kirche St-André (Lage)                                            | PM51003711    | Inscrit         | 2017      |                |
| Kelch und Patene (2)                                                                                      | Silber, vergoldet, 19. Jahrhundert, von Demarquet Frères | in der Kirche St-Maurice (Lage)                                          | PM51003553    | Inscrit         | 2015      |                |
| Antependium (1)                                                                                           | Ölfarbe auf Leinwand, 1674 | in der Kirche St-Maurice (Lage)                                          | PM51003560    | Inscrit         | 2015      |                |
| Reliquienbüste Karl des Großen                                                                            | Holz, Gips, 18. Jahrhundert | in der Kirche St-Maurice (Lage)                                          | PM51003714    | Inscrit         | 2017      |                |
| Skulpturengruppe Christi Geburt                                                                           | Stein, 1926 von Roger de Villiers | in der Kirche St-Nicaise (Lage)                                          | PM51001788    | Classé          | 2013      |                |
| Vier Betstühle                                                                                            | Holz, 1925, Entwurf Jean-Marcel Auburtin | in der Kirche St-Nicaise (Lage)                                          | PM51001795    | Classé          | 2013      |                |
| Skulptur Heiliger Jean-Baptiste de la Salle                                                               | 19. Jahrhundert, von Étienne Montagny; Verbleib unbekannt | in der Basilika St-Remi (Lage)                                           | PM51001806    | ?               | ?         |                |
| Antependium (2)                                                                                           | Ölfarbe auf Leinwand, 18. Jahrhundert | in der Kirche St-Maurice (Lage)                                          | PM51003762    | Inscrit         | 2015      |                |
| Vier Löwenskulpturen                                                                                      | ehemals am Chorgestühl; Holz, 17. Jahrhundert; im Musée Saint-Remi deponiert | in der Kirche St-Maurice (Lage)                                          | PM51001577    | Classé          | 1915      |                |
| Gemälde Kreuzigung                                                                                        | Ölfarbe auf Holz, 16. Jahrhundert | in der Kirche St-Maurice (Lage)                                          | PM51003712    | Inscrit         | 2017      |                |
| Skulptur Ecce Homo (1)                                                                                    | Kalkstein, um 1600 | in der Kirche St-Maurice (Lage)                                          | PM51003542    | Inscrit         | 2015      |                |
| Kelch und Patene (3)                                                                                      | Silber, vergoldet, 17. Jahrhundert; im Palais du Tau deponiert | in der Kathedrale Notre-Dame (Lage)                                      | PM51000709    | Classé          | 1896      |                |
| Kruzifix (8)                                                                                              | Elfenbein, Holz, 17. oder 18. Jahrhundert | in der Kathedrale Notre-Dame (Lage)                                      | PM51000713    | Classé          | 1896      |                |
| Platte für die Darbringung des Brots                                                                      | Teil des Messgeschirrs für die Krönung von Charles X.; Silber, vergoldet, um 1825 von Jean-Charles Cahier; im Palais du Tau deponiert                                                       | in der Kathedrale Notre-Dame (Lage)                                      | PM51000718    | Classé          | 1896      |                |
| Zwei Opferbrote                                                                                           | für die Krönung von Charles X.; Silber, vergoldet, um 1825 von Jean-Charles Cahier; im Palais du Tau deponiert                                                                              | in der Kathedrale Notre-Dame (Lage)                                      | PM51000719    | Classé          | 1896      |                |
| Epistolar und Evangeliar                                                                                  | für die Krönung von Charles X.; Einband: violetter Veloursstoff, vergoldete Silberbeschläge, um 1825; im Palais du Tau deponiert                                                            | in der Kathedrale Notre-Dame (Lage)                                      | PM51000721    | Classé          | 1896      |                |
| Weihwassereimer und Aspergill                                                                             | für die Krönung von Charles X.; Silber, vergoldet, um 1825 von Jean-Charles Cahier; im Palais du Tau deponiert                                                                              | in der Kathedrale Notre-Dame (Lage)                                      | PM51000725    | Classé          | 1896      |                |
| Vier Tabletts                                                                                             | für die Krönung von Charles X.; Silber, vergoldet, um 1825; im Palais du Tau deponiert | in der Kathedrale Notre-Dame (Lage)                                      | PM51000734    | Classé          | 1896      |                |
| Tablett mit drei Ampullen mit den heiligen Ölen                                                           | für die Krönung von Charles X.; Silber, vergoldet, um 1825; im Palais du Tau deponiert | in der Kathedrale Notre-Dame (Lage)                                      | PM51000735    | Classé          | 1896      |                |
| Monstranz                                                                                                 | Silber und Bronze, vergoldet, vor 1823; im Palais du Tau deponiert | in der Kathedrale Notre-Dame (Lage)                                      | PM51000739    | Classé          | 1896      |                |
| Drei Hängelampen                                                                                          | ehemals am Marienaltar; Metall, vergoldet, 18. und 19. Jahrhundert; 1914 zerstört | in der Kathedrale Notre-Dame (Lage)                                      | PM51000750    | Classé          | 1896      |                |
| 13 neugotische Kronleuchter                                                                               | Bronze, vergoldet, 1844; 1914 zerstört | in der Kathedrale Notre-Dame (Lage)                                      | PM51000752    | Classé          | 1896      |                |
| Kronleuchter der Sakramentskapelle                                                                        | im 19. Jahrhundert gefertigt, Entwurf Eugène Viollet-le-Duc; vermutlich 1914 zerstört | in der Kathedrale Notre-Dame (Lage)                                      | PM51000753    | Classé          | 1896      |                |
| Kasel (6)                                                                                                 | Seide, bestickt, spätes 15. und 19. Jahrhundert | in der Kathedrale Notre-Dame (Lage)                                      | PM51000754    | Classé          | 1896      |                |
| Pluviale (6)                                                                                              | Seide, bestickt, 16. Jahrhundert; Verbleib unbekannt | in der Kathedrale Notre-Dame (Lage)                                      | PM51000755    | Classé          | 1896      |                |
| Kasel für die Krönung Louis XVI.                                                                          | Seide bestickt, 18. Jahrhundert; 1956 gestohlen | in der Kathedrale Notre-Dame (Lage)                                      | PM51000761    | Classé          | 1896      |                |
| Kasel von Jean-Charles de Coucy                                                                           | Seide, bestickt, Ende des 18. Jahrhunderts; Verbleib unbekannt | in der Kathedrale Notre-Dame (Lage)                                      | PM51000762    | Classé          | 1896      |                |
| Besatz Taufe Chlodwigs                                                                                    | Stickarbeit, 1650, auf moderner Kasel montiert; im Palais du Tau deponiert | in der Kathedrale Notre-Dame (Lage)                                      | PM51000764    | Classé          | 1896      |                |
| Drei Chorhemden                                                                                           | Stiftung der Versailler Bischofs Jean Nicaise Gros; aus dem 18. Jahrhundert; Verbleib unbekannt                                                                                             | in der Kathedrale Notre-Dame (Lage)                                      | PM51000771    | Classé          | 1896      |                |
| Kännchen                                                                                                  | Silber, vergoldet, 19. Jahrhundert; Verbleib unbekannt | in der Kathedrale Notre-Dame (Lage)                                      | PM51000781    | Classé          | 1908      |                |
| Kruzifix (9)                                                                                              | Elfenbein, 18. Jahrhundert | in der Kathedrale Notre-Dame (Lage)                                      | PM51000784    | Classé          | 1908      |                |
| Zwei Kaseln                                                                                               | Seide, bestickt, 18. Jahrhundert; Verbleib unbekannt | in der Kathedrale Notre-Dame (Lage)                                      | PM51000785    | Classé          | 1908      |                |
| Osterleuchter (2)                                                                                         | Holz, farbig gefasst und vergoldet, zweite Hälfte des 17. Jahrhunderts | in der Kirche St-André (Lage)                                            | PM51000791    | Classé          | 1908      |                |
| Gemälde Vierge alchimique de Reims                                                                        | Ölfarbe auf Leinwand, 17. Jahrhundert; aus dem Jesuitenkolleg, heute im Musée Saint-Remi deponiert                                                                                          | in der Kirche St-Maurice (Lage)                                          | PM51000795    | Classé          | 1907      |                |
| Kirchenfenster (2)                                                                                        | aus dem 13. Jahrhundert | in der Basilika St-Remi (Lage)                                           | PM51000804    | Classé          | 1830      |                |
| Pluviale, Kasel und zwei Dalmatiken                                                                       | Seide, bestickt, erste Hälfte des 17. Jahrhunderts; Verbleib von Pluviale und Kasel unbekannt                                                                                               | in der Basilika St-Remi (Lage)                                           | PM51000805    | Classé          | 1896      |                |
| Kelch und Patene (4)                                                                                      | Silber, vergoldet, Anfang des 17. Jahrhunderts; Verbleib unbekannt | in der Basilika St-Remi (Lage)                                           | PM51000811    | Classé          | 1896      |                |
| Konsoltisch (3)                                                                                           | heute als Volksaltar genutzt; Holz, bemalt, Marmor, 18. Jahrhundert | in der Basilika St-Remi (Lage)                                           | PM51000813    | Classé          | 1904      |                |
| Gemälde Papstmesse                                                                                        | Ölfarbe auf Leinwand, Anfang des 17. Jahrhunderts; Verbleib unbekannt | in der Basilika St-Remi (Lage)                                           | PM51000815    | Classé          | 1907      |                |
| Skulptur Maria Magdalena                                                                                  | Stein, 16. Jahrhundert; im Musée Saint-Remi deponiert | in der Basilika St-Remi (Lage)                                           | PM51000819    | Classé          | 1908      |                |
| Bahrtuch des heiligen Remigius                                                                            | Seide, 8. Jahrhundert oder früher; im Musée Saint-Remi deponiert | in der Basilika St-Remi (Lage)                                           | PM51000823    | Classé          | 1942      |                |
| Textilfragment                                                                                            | Seide, 9. Jahrhundert; im Musée Saint-Remi deponiert | in der Basilika St-Remi (Lage)                                           | PM51000827    | Classé          | 1943      |                |
| Gemälde Wunder des heiligen Benedikts                                                                     | Ölfarbe auf Leinwand, 17. Jahrhundert | im Musée Saint-Remi (Lage)                                               | PM51000846    | Classé          | 1985      |                |
| Skulptur Johannes der Täufer                                                                              | Stein, 16. Jahrhundert | in der Kirche St-Maurice (Lage)                                          | PM51000859    | Classé          | 1966      |                |
| Beichtstuhl (2)                                                                                           | Holz, 18. Jahrhundert | in der Basilika St-Remi (Lage)                                           | PM51000869    | Classé          | 1974      |                |
| Skulptur Johannes Evangelist                                                                              | Holz, farbig gefasst, 16. Jahrhundert | in der Basilika St-Remi (Lage)                                           | PM51000870    | Classé          | 1974      |                |
| Hauptaltar (2)                                                                                            | Altartisch und Tabernakel; Marmor, 18. Jahrhundert | in der Basilika St-Remi (Lage)                                           | PM51000880    | Classé          | 1974      | weitere Bilder |
| Pietà | Stein, 16. Jahrhundert | in der Basilika St-Remi (Lage)                                           | PM51000882    | Classé          | 1974      |                |
| Gemälde Christus am Ölberg                                                                                | Ölfarbe auf Leinwand, 17. Jahrhundert | im Musée Saint-Remi (Lage)                                               | PM51000885    | Classé          | 1979      |                |
| Gemälde Mariä Verkündigung (2)                                                                            | Ölfarbe auf Leinwand, 1692 | im Musée Saint-Remi (Lage)                                               | PM51000892    | Classé          | 1979      |                |
| Gemälde Heiliger Hieronymus (2)                                                                           | Ölfarbe auf Leinwand, Holzrahmen, 17. Jahrhundert | im Jesuitenkolleg (Lage)                                                 | PM51000893    | Classé          | 1979      |                |
| Buffet (2)                                                                                                | Eichenholz, 18. Jahrhundert; im Musée Saint-Remi deponiert | im Jesuitenkolleg (Lage)                                                 | PM51000899    | Classé          | 1968      |                |
| Zwei Wandteppiche                                                                                         | Tapisserie, 17. Jahrhundert; im Musée Saint-Remi deponiert | im Jesuitenkolleg (Lage)                                                 | PM51000906    | Classé          | 1966      |                |
| Kommode (5)                                                                                               | Eichenholz, Bronze, vergoldet, 18. Jahrhundert; im Musée Saint-Remi deponiert | im Jesuitenkolleg (Lage)                                                 | PM51000916    | Classé          | 1966      |                |
| Kessel | Kupfer, Eisen, Anfang des 19. Jahrhunderts; Verbleib unbekannt | im Jesuitenkolleg (Lage)                                                 | PM51000928    | Classé          | 1966      |                |
| Gittertür                                                                                                 | Schmiedeeisen, Holz, 13. Jahrhundert | in der Kathedrale Notre-Dame (Lage)                                      | PM51000662    | Classé          | 1862      |                |
| Gemälde Fußwaschung                                                                                       | Ölfarbe auf Leinwand, 16. Jahrhundert, von Girolamo Muziano; Verbleib unbekannt | in der Kathedrale Notre-Dame (Lage)                                      | PM51000673    | Classé          | 1896      |                |
| Gemälde Papst Nikolaus V. und Franziskus von Asissi                                                       | Ölfarbe auf Leinwand, 17. Jahrhundert, von Jean Hélart; Verbleib unbekannt | in der Kathedrale Notre-Dame (Lage)                                      | PM51000674    | Classé          | 1896      |                |
| Gemälde Das Mannwunder                                                                                    | Ölfarbe auf Leinwand, 17. Jahrhundert, Nicolas Poussin zugeschrieben; Verbleib unbekannt | in der Kathedrale Notre-Dame (Lage)                                      | PM51000675    | Classé          | 1896      |                |
| Gemälde Die Emmausjünger                                                                                  | Ölfarbe auf Leinwand, 1781 von André Bonnette; Verbleib unbekannt | in der Kathedrale Notre-Dame (Lage)                                      | PM51000684    | Classé          | 1896      |                |
| Gemälde Heiliger Remigius                                                                                 | Ölfarbe auf Leinwand, 1791 von Jérôme Sourley; Verbleib unbekannt | in der Kathedrale Notre-Dame (Lage)                                      | PM51000688    | Classé          | 1896      |                |
| Kanzel (2)                                                                                                | Holz, 18. Jahrhundert | in der Kathedrale Notre-Dame (Lage)                                      | PM51001278    | Classé          | 1862      | weitere Bilder |
| Abschrankung des Taufbeckens                                                                              | Schmiedeeisen, 1805; zugehörig PM51001542 | in der Kathedrale Notre-Dame (Lage)                                      | PM51001279    | Classé          | 1862      | weitere Bilder |
| Taufbecken                                                                                                | Marmor, Kupfer, vergoldet, zweite Hälfte des 18. Jahrhunderts; aus der Kirche St-Pierre-le-Vieil                                                                                            | in der Kathedrale Notre-Dame (Lage)                                      | PM51001542    | Classé          | 1862      | weitere Bilder |
| Grabstein für Jean Panthouf                                                                               | Stein, bezeichnet 1367; vermutlich während des Ersten Weltkriegs zerstört | in der Kathedrale Notre-Dame (Lage)                                      | PM51001280    | Classé          | 1862      |                |
| Grabstein für Gilles de Pegorare                                                                          | Stein, bezeichnet 1377; vermutlich während des Ersten Weltkriegs zerstört | in der Kathedrale Notre-Dame (Lage)                                      | PM51001281    | Classé          | 1862      | weitere Bilder |
| Hauptaltar (3)                                                                                            | Marmor, Holz, vergoldet, 1747 oder 1748 | in der Kathedrale Notre-Dame (Lage)                                      | PM51001283    | Classé          | 1862      | weitere Bilder |
| Vier Wandteppiche Hohelied der Liebe                                                                      | Ensemble aus PM51001545 bis PM51001548 | in der Kathedrale Notre-Dame (Lage)                                      | PM51000667    | Classé          | 1896      | weitere Bilder |
| Wandteppich Der Vielgeliebte im Garten                                                                    | Tapisserie, erste Hälfte des 17. Jahrhunderts; im Palais du Tau deponiert | in der Kathedrale Notre-Dame (Lage)                                      | PM51001545    | Classé          | 1896      |                |
| Wandteppich Die Gattin im Garten des Vielgeliebten                                                        | Tapisserie, erste Hälfte des 17. Jahrhunderts; im Palais du Tau deponiert | in der Kathedrale Notre-Dame (Lage)                                      | PM51001546    | Classé          | 1896      |                |
| Wandteppich Gattin und Gatte treffen sich am Eingang des Gartens                                          | Tapisserie, erste Hälfte des 17. Jahrhunderts; im Palais du Tau deponiert | in der Kathedrale Notre-Dame (Lage)                                      | PM51001547    | Classé          | 1896      |                |
| Wandteppich Vermählung der Liebenden                                                                      | Tapisserie, erste Hälfte des 17. Jahrhunderts; im Palais du Tau deponiert | in der Kathedrale Notre-Dame (Lage)                                      | PM51001548    | Classé          | 1896      |                |
| Drei Lesepulte                                                                                            | Schmiedeeisen, 18. Jahrhundert | in der Basilika St-Remi (Lage)                                           | PM51001697    | Classé          | 1959      |                |
| Remigiusschrein                                                                                           | Bronze, vergoldet, Email auf Kupfer, 1896, nach einem Vorbild von 1650 | in der Basilika St-Remi (Lage)                                           | PM51000207    | Classé          | 2006      | weitere Bilder |
| 576 Stühle                                                                                                | Holz, 1925, Entwurf Jean-Marcel Auburtin | in der Kirche St-Nicaise (Lage)                                          | PM51001803    | Classé          | 2014      |                |
| 54 Hängelampen                                                                                            | Glas, Metall, 1925 von René Lalique, Entwurf Jean-Marcel Auburtin | in der Kirche St-Nicaise (Lage)                                          | PM51001790    | Classé          | 2013      |                |
| Taufbecken                                                                                                | Kalkstein, bemalt, Kupferdeckel, 17. und 18. Jahrhundert | in der Basilika St-Remi (Lage)                                           | PM51002030    | Inscrit         | 1974      |                |
| Kerzenständer                                                                                             | Metall, Keramikfliesen, Mitte des 19. Jahrhunderts | in der Basilika Ste-Clotilde (Lage)                                      | PM51003549    | Inscrit         | 2015      |                |
| Gemälde Hiobs Traum                                                                                       | Ölfarbe auf Leinwand, 17. Jahrhundert; im Musée St-Remi deponiert | in der Kirche St-André (Lage)                                            | PM51003707    | Inscrit         | 2017      |                |
| Gemälde Heilige Familie                                                                                   | Ölfarbe auf Leinwand, 17. Jahrhundert; im Musée St-Remi deponiert | in der Kirche St-André (Lage)                                            | PM51003706    | Inscrit         | 2017      |                |
| Antependium Geiselung Christi                                                                             | Ölfarbe auf Leinwand, 1704 | in der Kirche St-Maurice (Lage)                                          | PM51003561    | Inscrit         | 2015      |                |
| Ziborium (1)                                                                                              | Silber, vergoldet, 1789 | in der Basilika St-Remi (Lage)                                           | PM51003704    | Inscrit         | 2017      |                |
| Skulptur Christus in der Rast (2)                                                                         | Stein, farbig gefasst, 16. Jahrhundert | in der Kirche St-Maurice (Lage)                                          | PM51000860    | Classé          | 1966      |                |
| Skulptur Heilige Barbara (2)                                                                              | Stein, farbig gefasst, 16. Jahrhundert | in der Kirche St-Maurice (Lage)                                          | PM51000858    | Classé          | 1966      |                |
| Gemälde Christi Leichnam umgeben von Engeln                                                               | Ölfarbe auf Leinwand, 16. Jahrhundert, von Taddeo Zuccari; Verbleib unbekannt | in der Kathedrale Notre-Dame (Lage)                                      | PM51000672    | Classé          | 1896      |                |
| Grabstein für Hugues Libergier                                                                            | Kalkstein, 13. Jahrhundert | in der Kathedrale Notre-Dame (Lage)                                      | PM51001269    | Classé          | 1862      |                |
| Reliquienskulptur Madonna mit Kind                                                                        | Stein, farbig gefasst und vergoldet, 15. Jahrhundert | in der Kirche St-Maurice (Lage)                                          | PM51000800    | Classé          | 1915      | weitere Bilder |
| Kruzifix (10)                                                                                             | Holz, farbig gefasst, 17. oder 18. Jahrhundert | in der Kirche St-Maurice (Lage)                                          | PM51003558    | Inscrit         | 2015      |                |
| Reliquiar Schiff der heilige Ursula                                                                       | Karneol, Gold, Silbe, Kupfer, Email auf Silber, 1574; im Palais du Tau deponiert | in der Kathedrale Notre-Dame (Lage)                                      | PM51000704    | Classé          | 1896      | weitere Bilder |
| Kirchengestühl                                                                                            | Eichenholz, 1735; während des Ersten Weltkriegs zerstört | in der Basilika St-Remi (Lage)                                           | PM51001698    | Classé gelöscht | ? 1959    |                |
| Elf Gemälde mit Darstellungen aus dem Leben Jesu                                                          | Ölfarbe auf Leinwand, um 1640 von Pierre Murgalet; Vorlagen für die Wandteppiche in der Kathedrale Notre-Dame                                                                               | im Jesuitenkolleg (Lage)                                                 | PM51001703    | Classé gelöscht | ? 1909    |                |
| Teppich (2)                                                                                               | Wolle, um 1840 | in der Basilika St-Remi (Lage)                                           | PM51001696    | Classé          | 1959      |                |
| Wandteppich Berufung des Jakobus                                                                          | Tapisserie, 17. Jahrhundert; Verbleib unbekannt | in der Kirche St-Jacques (Lage)                                          | PM51000794    | Classé          | 1908      |                |
| Kreuzigungsgruppe (2)                                                                                     | Holz, 16. Jahrhundert; Kruzifixus 1942 zerstört, die zwei anderen Figuren im Museum deponiert                                                                                               | in der Kirche St-Maurice (Lage)                                          | PM51000801    | Classé          | 1915      |                |
| Schädelreliquiar                                                                                          | Bronze, vergoldet, Marmor, 12. Jahrhundert; im Musée St-Remi deponiert | in der Basilika St-Remi (Lage)                                           | PM51000808    | Classé          | 1896      |                |
| Einband eines Evangeliars                                                                                 | Email auf Kupfer, Leder, 16. und 18. Jahrhundert; in der Städtischen Bibliothek deponiert                                                                                                   | in der Basilika St-Remi (Lage)                                           | PM51000809    | Classé          | 1896      |                |
| Stoffstück (2)                                                                                            | Seide, 9. Jahrhundert; im Musée Saint-Remi deponiert | in der Basilika St-Remi (Lage)                                           | PM51000829    | Classé          | 1943      |                |
| Wandvertäfelung der Bibliothek                                                                            | Holz, 17. Jahrhundert | im Jesuitenkolleg (Lage)                                                 | PM51000832    | Classé          | 1918      | weitere Bilder |
| Archäologische Sammlung                                                                                   | | im Musée Saint-Remi (Lage)                                               | PM51000843    | Classé          | 1917      |                |
| Mantel des Thronfolgers für die Krönung Charles X.                                                        | Seide, bestickt, Hermelin, 1824; im Palais du Tau deponiert | in der Kathedrale Notre-Dame (Lage)                                      | PM51000849    | Classé          | 1977      |                |
| Wandteppich Christus vor Kaiphas                                                                          | Tapisserie, um 1500; im Palais du Tau deponiert | in der Kirche St-Nicaise (Lage)                                          | PM51000855    | Classé          | 1981      |                |
| Beichtstuhl                                                                                               | Holz, 18. Jahrhundert | in der Basilika St-Remi (Lage)                                           | PM51000868    | Classé          | 1974      |                |
| Skulptur Ecce Homo (2)                                                                                    | Stein, 16. Jahrhundert | in der Basilika St-Remi (Lage)                                           | PM51000875    | Classé          | 1974      |                |
| Konsoltisch (4)                                                                                           | Holz, 19. Jahrhundert | in der Basilika St-Remi (Lage)                                           | PM51000877    | Classé          | 1974      |                |
| Sakristeischrank                                                                                          | Holz, 18. Jahrhundert | in der Basilika St-Remi (Lage)                                           | PM51000879    | Classé          | 1974      |                |
| Fünf Wandteppiche mit den Monogrammen von Ludwig XIV. und Marie Therese                                   | Tapisserie, 17. Jahrhundert; aus der Kathedrale St-Lazare in Autun | im Palais du Tau (Lage)                                                  | PM51000904    | Classé          | 1922      |                |
| Wandteppich mit vier spielenden Personen                                                                  | Tapisserie, 17. Jahrhundert; im Musée Saint-Remi deponiert | im Jesuitenkolleg (Lage)                                                 | PM51000907    | Classé          | 1966      |                |
| Kanzel (3)                                                                                                | Holz, 17. oder 18. Jahrhundert; im Musée Saint-Remi deponiert | im Jesuitenkolleg (Lage)                                                 | PM51000910    | Classé          | 1966      |                |
| Gemälde Ecclesia triumphans mit jesuitischen Heiligen                                                     | Ölfarbe auf Leinwand, 1638 von Charles de Chaumont; im Musée Saint-Remi deponiert | im Jesuitenkolleg (Lage)                                                 | PM51000911    | Classé          | 1966      |                |
| Kommode (6)                                                                                               | Obstbaumholz, Nussbaumholz, Bronze, 17. oder 18. Jahrhundert; im Musée Saint-Remi deponiert                                                                                                 | im Jesuitenkolleg (Lage)                                                 | PM51000912    | Classé          | 1966      |                |
| Kommode (7)                                                                                               | Eichenholz, Bronze, vergoldet, 18. Jahrhundert; im Musée Saint-Remi deponiert | im Jesuitenkolleg (Lage)                                                 | PM51000914    | Classé          | 1966      |                |
| Teppich (3)                                                                                               | Wolle, 18. Jahrhundert; im Musée Saint-Remi deponiert | im Jesuitenkolleg (Lage)                                                 | PM51000918    | Classé          | 1966      |                |
| Sekretär                                                                                                  | Holz, Marmor, 18. Jahrhundert; im Musée Saint-Remi deponiert | im Jesuitenkolleg (Lage)                                                 | PM51000921    | Classé          | 1966      |                |
| Buffet (3)                                                                                                | Holz, Marmor, 18. Jahrhundert; im Musée Saint-Remi deponiert | im Jesuitenkolleg (Lage)                                                 | PM51000923    | Classé          | 1966      |                |
| Truhe (2)                                                                                                 | Eichenholz, Schmiedeeisen, 18. Jahrhundert; im Musée Saint-Remi deponiert | im Jesuitenkolleg (Lage)                                                 | PM51000925    | Classé          | 1966      |                |
| Kapitell                                                                                                  | Kalkstein, Ende des 12. Jahrhunderts; aus dem Kloster St-Basle in Verzy | im Maison Jean-Baptiste de la Salle (Lage)                               | PM51000940    | Classé          | 1968      |                |
| Krönungsteppich                                                                                           | nicht datiert; während des Ersten Weltkrieges zerstört | in der Kathedrale Notre-Dame (Lage)                                      | PM51000669    | Classé          | 1896      |                |
| Gemälde Christus segnet die Kinder                                                                        | Ölfarbe auf Leinwand, bezeichnet 1717; Verbleib unbekannt | in der Kathedrale Notre-Dame (Lage)                                      | PM51000678    | Classé          | 1896      |                |
| Gemälde Paulus auf dem Weg nach Damaskus                                                                  | Ölfarbe auf Leinwand, 17. Jahrhundert, von Jean Hélart; Verbleib unbekannt | in der Kathedrale Notre-Dame (Lage)                                      | PM51000680    | Classé          | 1896      |                |
| Gemälde Taufe Christi (2)                                                                                 | Ölfarbe auf Leinwand, 17. Jahrhundert, Jean Hélart zugeschrieben; Verbleib unbekannt | in der Kathedrale Notre-Dame (Lage)                                      | PM51000682    | Classé          | 1896      |                |
| Gemälde Heiliger Nicasius                                                                                 | Ölfarbe auf Leinwand, 17. Jahrhundert, von Jérôme Sourley; Verbleib unbekannt | in der Kathedrale Notre-Dame (Lage)                                      | PM51000687    | Classé          | 1896      |                |
| Hirtenstab des Heiligen Gibrian                                                                           | geschnitzter Schaft; Buchsbaumholz, 12, Jahrhundert; im Musée Saint-Remi deponiert | in der Kathedrale Notre-Dame (Lage)                                      | PM51000693    | Classé          | 1896      |                |
| Kamm des heiligen Bernhard                                                                                | Elfenbein, zweite Hälfte des 15. Jahrhunderts; im Palais du Tau deponiert | in der Kathedrale Notre-Dame (Lage)                                      | PM51000695    | Classé          | 1896      |                |
| Peter-Pauls-Reliquiar                                                                                     | Kupfer, vergoldet, 14. Jahrhundert; im Palais du Tau deponiert | in der Kathedrale Notre-Dame (Lage)                                      | PM51000701    | Classé          | 1896      | weitere Bilder |
| Messgeschirr von Jean-Baptiste de la Salle                                                                | Messkännchen und -schale; Silber, vergoldet, 17. Jahrhundert; im Palais du Tau deponiert | in der Kathedrale Notre-Dame (Lage)                                      | PM51000708    | Classé          | 1896      |                |
| Kelch (3)                                                                                                 | Silber, vergoldet, 17. Jahrhundert; im Palais du Tau deponiert | in der Kathedrale Notre-Dame (Lage)                                      | PM51000710    | Classé          | 1896      |                |
| Byzantinisches Kreuz                                                                                      | Kupfer, vor 1843; Verbleib unbekannt | in der Kathedrale Notre-Dame (Lage)                                      | PM51000711    | Classé          | 1896      |                |
| Weihrauchlöffel                                                                                           | Teil des Messgeschirrs für die Krönung Charles X.; Silber, vergoldet, um 1824; im Palais du Tau deponiert                                                                                   | in der Kathedrale Notre-Dame (Lage)                                      | PM51000727    | Classé          | 1896      |                |
| Kelch und Patene (5)                                                                                      | Silber, vergoldet, Anfang des 19. Jahrhunderts; im Plais du Tau deponiert | in der Kathedrale Notre-Dame (Lage)                                      | PM51000728    | Classé          | 1896      |                |
| Kelch und Patene (6)                                                                                      | Teil des Messgeschirrs für die Krönung Charles X.; Silber, vergoldet, um 1824; im Palais du Tau deponiert                                                                                   | in der Kathedrale Notre-Dame (Lage)                                      | PM51000730    | Classé          | 1896      |                |
| Kerzenhalter                                                                                              | Teil des Messgeschirrs für die Krönung Charles X.; Silber, vergoldet, um 1824; im Palais du Tau deponiert                                                                                   | in der Kathedrale Notre-Dame (Lage)                                      | PM51000733    | Classé          | 1896      |                |
| Schnupftabakdose                                                                                          | Gold, Diamanten, 1858 von Napoleon III. gestiftet; gestohlen | in der Kathedrale Notre-Dame (Lage)                                      | PM51000740    | Classé          | 1896      |                |
| Kanontafel                                                                                                | Pergament, Kupfer, 1749; gestohlen | in der Kathedrale Notre-Dame (Lage)                                      | PM51000745    | Classé          | 1896      |                |
| Zwei Kerzenständer                                                                                        | Bronze, versilbert, Stoff, 18. oder 19. Jahrhundert | in der Kathedrale Notre-Dame (Lage)                                      | PM51000747    | Classé          | 1896      |                |
| Osterleuchter (3)                                                                                         | Bronze, vergoldet, um 1896 | in der Kathedrale Notre-Dame (Lage)                                      | PM51000748    | Classé          | 1896      |                |
| Ewiges Licht                                                                                              | neugotisch; Kupfer, vergoldet, 18495; 1914 zerstört | in der Kathedrale Notre-Dame (Lage)                                      | PM51000751    | Classé          | 1896      |                |
| Kasel für die Krönung Louis XIII.                                                                         | Stoff, bestickt, erste Hälfte des 17. Jahrhunderts | in der Kathedrale Notre-Dame (Lage)                                      | PM51000756    | Classé          | 1896      |                |
| Liturgische Gewänder für die Krönung Charles X.                                                           | eine Kasel, sechs Dalmatiken und sechs Pluvialen; Seide, bestickt und mit Edelsteinen besetzt, um 1824; Verbleib unbekannt                                                                  | in der Kathedrale Notre-Dame (Lage)                                      | PM51000766    | Classé          | 1896      |                |
| Chorhemd von Charles-Antoine de la Roche-Aymon                                                            | Spitze, 18. Jahrhundert; Verbleib unbekannt | in der Kathedrale Notre-Dame (Lage)                                      | PM51000770    | Classé          | 1896      |                |
| Zwei Alben (3)                                                                                            | Spitze, vor 1789; Verbleib unbekannt | in der Kathedrale Notre-Dame (Lage)                                      | PM51000773    | Classé          | 1896      |                |
| Prozessionsbaldachin für die Krönung Charles X.                                                           | Stoff, bestickt, um 1824; ein Element gestohlen, ein weiteres zum Antependium umgearbeitet                                                                                                  | in der Kathedrale Notre-Dame (Lage)                                      | PM51000775    | Classé          | 1896      |                |
| Leuchter                                                                                                  | Holz, vergoldet, 18. Jahrhundert | in der Kathedrale Notre-Dame (Lage)                                      | PM51000776    | Classé          | 1908      |                |
| Kelch und Ziborium                                                                                        | Silber, vergoldet, 16. Jahrhundert; Verbleib unbekannt | in der Kathedrale Notre-Dame (Lage)                                      | PM51000780    | Classé          | 1908      |                |
| Zwie Kirchenfenster: Taufe Christi und Martyrium des heiligen Sebastian                                   | aus dem 16. Jahrhundert | in der Kirche St-André (Lage)                                            | PM51000788    | Classé          | 1908      |                |
| Zwei Gemälde: Martyrium des heiligen Stefan und Martyrium der heiligen Agnes                              | Ölfarbe auf Leinwand, 18. Jahrhundert | in der Kirche St-André (Lage)                                            | PM51000790    | Classé          | 1908      |                |
| Kruzifix (11)                                                                                             | Holz, 16. Jahrhundert, Pierre Jacques zugeschrieben | in der Kirche St-Jacques (Lage)                                          | PM51000793    | Classé          | 1899      |                |
| Kelchvelum                                                                                                | Seide, bestickt, um 1650; Verbleib unbekannt | in der Kathedrale Notre-Dame (Lage)                                      | PM51001558    | Classé          | 1896      |                |
| Kirchenfenster (3)                                                                                        | aus dem 13. bis 15. Jahrhundert; während des Ersten Weltkriegs zerstört | in der Kathedrale Notre-Dame (Lage)                                      | PM51001270    | Classé          | 1862      | weitere Bilder |
| Glocke | Bronze, 157 gestiftet | in der Kathedrale Notre-Dame (Lage)                                      | PM51001271    | Classé          | 1862      |                |
| Altar der Calixtus-Kapelle                                                                                | Stein, Marmor, 1541; Verbleib unbekannt | in der Kathedrale Notre-Dame (Lage)                                      | PM51001274    | Classé          | 1862      |                |
| Altar der Marienkapelle                                                                                   | Marmor, 1741 | in der Kathedrale Notre-Dame (Lage)                                      | PM51001276    | Classé          | 1862      | weitere Bilder |
| Zwei geschnitzte Türflügel                                                                                | Eichenholz, 15. Jahrhundert | in der Basilika St-Remi (Lage)                                           | PM51001285    | Classé          | 1841      |                |
| Passionsretabel                                                                                           | Stein, 16. Jahrhundert; im Musée Saint-Remi deponiert | in der Basilika St-Remi (Lage)                                           | PM51001291    | Classé          | 1841      |                |
| Gemälde Porträt von Louis XVI. im Krönungsornat                                                           | Ölfarbe auf Leinwand, 1778; Kopie nach Joseph Siffred Duplessis | im Palais du Tau (Lage)                                                  | PM51001735    | Classé          | 2008      | weitere Bilder |
| Zwei Kandelaber                                                                                           | Schmiedeeisen, 1925, Entwurf Jean-Marcel Auburtin | in der Kirche St-Nicaise (Lage)                                          | PM51001802    | Classé          | 2014      |                |
| Skulptur Heilige Therese von Lisieux                                                                      | Stein, 1925 von Emma Thiollier | in der Kirche St-Nicaise (Lage)                                          | PM51001786    | Classé          | 2013      |                |
| Gemälde Heilung des Blinden von Ploumanach                                                                | Ölfarbe auf Leinwand, 1925 von Maurice Denis | in der Kirche St-Nicaise (Lage)                                          | PM51001789    | Classé          | 2013      |                |
| 14 Altarleuchter                                                                                          | Schmiedeeisen, 1926, Entwurf Jean-Marcel Auburtin | in der Kirche St-Nicaise (Lage)                                          | PM51001791    | Classé          | 2013      |                |
| Zwei Beichtstühle                                                                                         | Holz, 1926, Entwurf Jean-Marcel Auburtin | in der Kirche St-Nicaise (Lage)                                          | PM51001794    | Classé          | 2013      |                |
| Kreuzweg                                                                                                  | 14 Bildtafeln; Ölfarbe auf Faserzement, 1924 von Jean Berque | in der Kirche St-Nicaise (Lage)                                          | PM51001800    | Classé          | 2013      |                |
| Ziborium (2)                                                                                              | Silber, vergoldet, Email, zweite Hälfte des 19. Jahrhunderts, von Placide Poussielgue-Rusand                                                                                                | in der Basilika Ste-Clotilde (Lage)                                      | PM51003552    | Inscrit         | 2015      |                |
| Kelch | Silber, vergoldet, 1771/72 von Séverin Parisy | in der Kathedrale Notre-Dame (Lage)                                      | PM51003700    | Inscrit         | 2017      |                |
| Skulptur Heiliger Sebastian                                                                               | Kalkstein, farbig gefasst, 16. Jahrhundert | in der Kirche St-André (Lage)                                            | PM51003671    | Inscrit         | 2015      |                |
| Skulptur Christus in der Rast (3)                                                                         | Kalkstein, farbig gefasst, 16. Jahrhundert | in der Kirche St-André (Lage)                                            | PM51003670    | Inscrit         | 2015      |                |
| Gemälde Die vier Evangelisten                                                                             | Ölfarbe auf Leinwand, 19. Jahrhundert | in der Kirche St-André (Lage)                                            | PM51003710    | Inscrit         | 2017      |                |
| Messgeschirr (3)                                                                                          | Silber, vergoldet, erste Hälfte des 19. Jahrhunderts, von Alexis Renaud | in der Kirche St-Maurice (Lage)                                          | PM51003555    | Inscrit         | 2015      |                |
| Kanne | Metall, vergoldet, Anfang des 18. Jahrhunderts | in der Basilika St-Remi (Lage)                                           | PM51003703    | Inscrit         | 2017      |                |
| Gemälde Heilige Dreifaltigkeit                                                                            | Ölfarbe auf Leinwand, 17. Jahrhundert, Guido Reni zugeschrieben | in der Kirche St-Jacques (Lage)                                          | PM51001707    | Classé gelöscht | ? 1943    |                |
| Gemälde Abendmahl (3)                                                                                     | Ölfarbe auf Leinwand, 17. Jahrhundert | in der Basilika St-Remi (Lage)                                           | PM51001699    | Classé gelöscht | ? 1959    |                |
| Zwei Kredenzen                                                                                            | Holz, 17. und 18. Jahrhundert | in der Kirche St-Jacques (Lage)                                          | PM51001709    | Classé gelöscht | ? 1959    |                |
| Skulptur Madonna mit Kind (3)                                                                             | Kalkstein, farbig gefasst, 17. Jahrhundert | in der Kirche St-Maurice (Lage)                                          | PM51003543    | Inscrit         | 2015      |                |
| Messgeschirr von Benoît-Marie Langénieux                                                                  | mit Etui; Silber, vergoldet, Email, Ende des 19. Jahrhunderts | in der Kathedrale Notre-Dame (Lage)                                      | PM51003735    | Inscrit         | 2019      |                |
| Bischofsstab von Louis Luçon                                                                              | Messing, Email, halbedelsteine, Perlen, Ende des 19. Jahrhunderts | in der Kathedrale Notre-Dame (Lage)                                      | PM51003737    | Inscrit         | 2019      |                |
| Ampullen für die heiligen Öle                                                                             | Silber, um 1800 | in der Kathedrale Notre-Dame (Lage)                                      | PM51003728    | Inscrit         | 2019      |                |
| Skulptur Johanna von Orleans                                                                              | Bronze, versilbert, Elfenbein, Marmor, 1901 von Prosper d’Epinay und Georges-Adolphe Souillard                                                                                              | in der Kathedrale Notre-Dame (Lage)                                      | PM51003730    | Inscrit         | 2019      | weitere Bilder |
| Kelch (4)                                                                                                 | Kupfer, vergoldet, um 1700 | in der Kathedrale Notre-Dame (Lage)                                      | PM51003725    | Inscrit         | 2019      |                |
| Dalmatik (3)                                                                                              | Seide, bestickt, 17. Jahrhundert | in der Kathedrale Notre-Dame (Lage)                                      | PM51003732    | Inscrit         | 2019      |                |
| Kelch und Patene von Jean-Baptiste de la Salle                                                            | mit Etui; Silber, vergoldet, Ende des 17. Jahrhunderts, von Guillaume Jacob | in der Kathedrale Notre-Dame (Lage)                                      | PM51003733    | Inscrit         | 2019      |                |
| Bischofsstab von Albrecht I. von Löwen                                                                    | Kupfer, vergoldet, um 1200; im Palais du Tau deponiert | in der Kathedrale Notre-Dame (Lage)                                      | PM51003727    | Inscrit         | 2019      |                |
| Grabgewand des Erzbischofs Odalric                                                                        | Fragmente; Leinen, Wolle, Holz, um 969 | in der Kathedrale Notre-Dame (Lage)                                      | PM51003731    | Inscrit         | 2019      |                |
| Kanne von Benoît-Marie Langénieux                                                                         | Silber, Ende des 19. Jahrhunderts | in der Kathedrale Notre-Dame (Lage)                                      | PM51003736    | Inscrit         | 2019      |                |
| Kelch und Patene (7)                                                                                      | Silber, vergoldet, 1690/91 von Guillaume Jacob | in der Kathedrale Notre-Dame (Lage)                                      | PM51003699    | Inscrit         | 2017      |                |
| Kelchlöffel                                                                                               | Silber, vergoldet, 18. Jahrhundert | in der Kathedrale Notre-Dame (Lage)                                      | PM51003726    | Inscrit         | 2019      |                |
| Prozessionskreuz (2)                                                                                      | Silber, Anfang des 19. Jahrhunderts; im Palais du Tau deponiert | in der Kathedrale Notre-Dame (Lage)                                      | PM51003729    | Inscrit         | 2019      |                |
| Kelch (5)                                                                                                 | Silber, vergoldet, Ende des 16. Jahrhunderts | in der Kathedrale Notre-Dame (Lage)                                      | PM51003734    | Inscrit         | 2019      |                |